# Les Temps difficiles
Hard Times for These Times 
Vous lisez un « article de qualité » labellisé en 2013.  Il fait partie d'un « thème de qualité ».
Les Temps difficiles (Hard Times for These Times) est le dixième roman de Charles Dickens, un court roman paru non pas en publications mensuelles comme les précédents, mais en feuilleton hebdomadaire dans sa revue Household Words, du 1er avril au 12 août 1854.
Roman social, il a pour cadre la ville fictive de Coketown (image de Manchester, le grand centre textile, et de Preston où Dickens a séjourné durant la grève de janvier 1854) et montre les difficultés d'adaptation des deux classes sociales (la bourgeoisie d'affaires et les ouvriers) à la nouvelle économie issue de la révolution industrielle. L'auteur y dépeint avec un réalisme dénonciateur une classe ouvrière asservie, misérable et moutonnière, abrutie par le travail répétitif, livrée aux démagogues professionnels, que domine une bourgeoisie pragmatique et utilitariste, avide de profits et de pouvoir, persuadée de la nature quasi divine de ses droits et forte de la bonne conscience qu'elle puise dans les lois de l'économie de marché, mais dont il analyse les alibis et présente les travers avec une ironie mordante.
Comme dans Dombey et Fils paru six ans plus tôt, il fait un portrait acide de la bourgeoisie dont la fortune s'est bâtie sur l'industrie. Thomas Gradgrind, le personnage masculin principal, est le représentant de cette bourgeoisie rationaliste qui se croit investie de la mission de promouvoir le progrès matériel, le productivisme, le culte de l'efficacité, la prévalence des « faits » sur l'imagination, et veut réduire le monde à une série d'équations. Il se rend compte trop tard, en découvrant la souffrance de sa fille Louisa et la déchéance morale de son fils Tom, de l'échec de son système éducatif et de la faillite de son existence.
Malgré des personnages que leurs outrances rendent comiques, comme Mr Bounderby et Mrs Sparsit, l'atmosphère du roman est plutôt sombre et Dickens refuse aux protagonistes un dénouement heureux. Il ne partage pas l'optimisme délibéré d'Elizabeth Gaskell dont le roman North and South, qui se déroule à la même époque et, en grande partie, dans le même espace géographique, suit de très peu le sien dans Household Words, puisqu'il y paraît de septembre 1854 à janvier 1855. Traitant aussi des relations patrons-ouvriers, mais d'un point de vue féminin,, Mrs Gaskell imagine qu'ils finiront par apprendre à se comprendre, alors que Dickens laisse son lecteur dans l'incertitude et le doute quant à l'avenir des personnages et à la solution des antagonismes entre capitalistes et prolétaires.

## Genèse du roman
Dickens a terminé La Maison d'Âpre-Vent en août 1853 et, dit-il, « entend ne rien faire de la sorte pendant une année » (« intended to do nothing in that way for a year »). Cependant, les ventes de Household Words marquent le pas, les recettes, habituellement de 900 à 1 300 £ par semestre, passant à 527 £ 15 s pendant les six mois précédant le 30 septembre 1853. Bradbury and Evans  propose alors à Dickens d'écrire un autre roman pour une publication en feuilleton, et, à son retour d'un voyage sur le continent, il accepte, alors qu'il a délaissé le genre dont il estimait la technique et le rythme d'écriture trop contraignants depuis Barnaby Rudge publié en 1841, et rapidement, il « y est déjà jusqu'au cou » (« I am at present up to my eyes in it »).

### Prémices

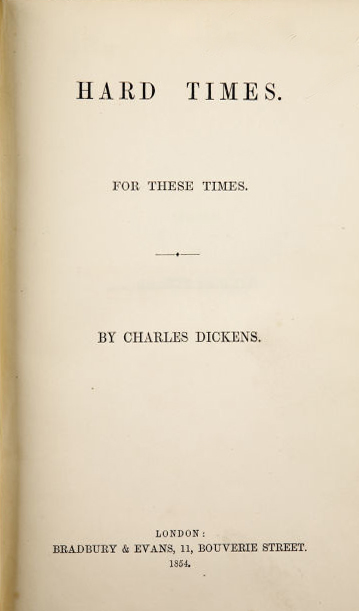
Couverture de la première édition (août 1854).

#### Le choix du titre
Le choix du titre est le fruit d'un consensus entre Dickens et Forster. Le 20 janvier 1854, Dickens soumet à Forster les quatorze titres suivants : 1. According to Cocker (« Selon Cocker »), 2. Prove it (« Prouvez-le »), 3.  (« L'Obstination des choses »), 4. Mr Gradgrind's Facts (« Les Faits d'après Gradgrind »), 5. The Grindstone (« La Meule »), 6. Hard Times (Les Temps difficiles), 7. Two and Two are Four (« Deux et deux font quatre »), 8. Something Tangible (« Quelque chose de tangible »), 9. Our Hard-headed Friend (« Notre ami à la tête dure »), 10. Rust and Dust (« Rouille et Poussière »), 11. Simple Arithmetic (« Simple arithmétique »), 12. A Matter of Calculation (« Une affaire de calcul »), 13. A Mere Question of Figures (« Simple question de chiffres »), 14. The Gradgrind Philosophy (« La Philosophie d'après Gradgrind »). Forster retient les titres 2, 6 et 11 ; Dickens avait préféré 6, 13 et 14. Les deux amis ayant sélectionné chacun le sixième, l'histoire s'est appelée Hard Times.

#### Les travaux d'approche
Le 25 janvier, Dickens demande à son rédacteur en chef adjoint, W. H. Wills, de lui procurer le questionnaire du Education Board destiné à la notation des maîtres et professeurs, et, trois jours plus tard, il se rend en sa compagnie à Preston pour voir de ses propres yeux les effets dévastateurs de la grève qui y sévit depuis vingt-trois semaines. Cependant, il fait part de ses doutes à Forster : « Je ne pense pas pouvoir en tirer grand-chose » (« I am afraid I shall not be able to get much here ») ; et, le 4 mars, il s'en prend vigoureusement à l'Illustrated London News qui écrit que son histoire a pour origine les troubles de Preston : dans une lettre à Peter Culingham, il déplore qu'on donne ainsi au public l'impression qu'un roman « s'écrit de façon aussi cavalière » (« books are produced in that very sudden and cavalier manner ») et qu'on confine son histoire à un lieu précis alors qu'il entend « s'intéresser aux travailleurs du pays tout entier » (« in reference to the working people all over England »).
Autres exigences : Mark Lemon, corédacteur de la revue Punch, l'un des plus fidèles amis de Dickens avec lequel il a souvent collaboré, est chargé de lui procurer tous les termes des divers jargons employés par les saltimbanques de rue et les gens de la balle ; et Henry Morley, maître d'école recruté dans son équipe – où il est resté jusqu'en 1865 –, qui, tout en poursuivant une carrière de professeur, s'est spécialisé dans les questions relatives à l'enseignement, aux conditions sanitaires et autres problèmes sociaux, reçoit pour tâche « une publication immédiate dans Household Words » (« for our immediate publication ») d'un article traitant des accidents du travail survenus dans les usines, ce qui est réalisé le 22 avril.

### Les contraintes de la rédaction
Les courts délais dont dispose Dickens ne semblent pas le troubler ; en revanche, comme il l'écrit à Forster, le manque d'espace est « écrasant » (crushing) : « Personne ne peut s'en faire une idée à moins qu'il lui soit arrivé de manquer de marge de manœuvre lors de sa patiente expérience d'auteur de fiction […] Absolument rien de tel pour celui-ci » (« Nobody can have an idea of it who has not had an experience of patient fiction-writing with some elbow-room always […] with any kind of regard for the present number, there is absolutely no such thing »). En avril, il se dit « abruti » (wooden-headed) ; même à Boulogne-sur-Mer, où il est parti en famille, et tout au long des mois, il égrène dans ses lettres à son rédacteur adjoint les adjectifs rendant compte de son état : « embrouillé » (addled), comme « assommé » (stunned), « paresseux à l'extrême » (dreadfully lazy) et « vidé » (used up) par le travail en cours. Mais tout est terminé le 15 juillet.

### La jonglerie avec Mrs Gaskell
Surgit à ce moment la nécessité pour Dickens d'éviter un malentendu avec Mrs Gaskell qui prépare à sa demande un feuilleton pour la revue. Comme elle s'inquiète de possibles similitudes entre Hard Times et son North and South, en chantier depuis février, il l'assure qu'il ne s'arroge pas la primauté des écrits concernant la condition ouvrière : « N'ayez donc pas peur de moi » (« So don't be afraid of me »), lui écrit-il peu après la parution des premiers épisodes de Hard Times. D'ailleurs, North and South commence, comme prévu, sa carrière dans Household Words le 2 septembre, trois semaines après la parution du dernier chapitre de son roman.
Cependant, tout attentif qu'il est au succès de sa revue et à la notoriété des écrivains qu'il sollicite, Dickens cherche à maximiser ses profits. Aussi, l'ouvrage de Mrs Gaskell, publié presque à la suite du sien, écrit par une femme, avec un point de vue féminin, ne bénéficie-t-il pas de la première page comme Hard Times, mais reste à la place dévolue aux feuilletons. En outre, peut-être inquiet de lasser ses lecteurs ou jaloux d'un ouvrage sur le même sujet et dans le même espace géographique, il tente de faire condenser North and South (dont il a d'ailleurs imposé le titre), car, écrit-il, « si nous mettons plus, chaque semaine, de North and South que nous avons mis de Hard Times, nous allons ruiner Household Words ». Il est vrai que, d'après Alison Chapman, l'ambition affichée d'Elizabeth Gaskell est de corriger, voire de ridiculiser la représentation satirique très négative que Dickens a faite de Manchester, où elle vit, et des patrons d'industrie qui y travaillent.

### Contrat et texte
Le 28 décembre 1853, Dickens signe un contrat avec ses associés de Household Words, Bradbury, Evans, Forster et Wills, stipulant que le texte destiné à la revue sur une base hebdomadaire doit comporter l'équivalent de « cinq parutions mensuelles de Bleak House » (« equal in length to five single monthly numbers of Bleak House ») pour un montant de 1 000 £, les droits d'auteur issus de publications séparées lui revenant entièrement (absolutely and solely).
Ses notes de travail comportent plusieurs titres autres que ceux déjà soumis à Forster. Dans sa toute première fiche, il calcule qu'il lui faut écrire environ sept pages et demie manuscrites pour atteindre son quota hebdomadaire, et dès les premiers chapitres, apparaissent Gradgrind et Bounderby, Louisa, Sissy et Bitzer, de même que Coketown, l'école et le cirque. Parvenu au chapitre 15, il lui prend l'envie de tout reprendre en trois parties : Sowing, Reaping and Garnering (« Semailles, Moisson et Engrangement »), puis il s'interroge sur l'opportunité de donner un fiancé à Sissy. Une note précise que le danger menaçant Louisa doit l'atteindre lentement (slowly drawn about her) et que c'est imperceptiblement que doit se manifester la similarité de vues entre Gradgrind et Harthouse.
Sans qu'on en connaisse les raisons, un passage écrit pour le livre I, chapitre 13, n'a jamais été publié : Stephen y explique que la petite sœur décédée de Rachel a eu le bras arraché dans un accident du travail à l'usine ; pourtant, sans cette précision, son refus de se joindre à la grève au livre II, chapitre 4 reste sans réelle motivation.

### Publication

#### Premières parutions
Le roman paraît dans Household Words du 1er avril au 12 août 1854, sans titre pour les chapitres ni illustration, comme il est habituel dans la revue. Il en occupe la première page, place habituelle des articles de réflexion, ce qui lui confère ainsi un sérieux particulier : les questions sociales évoquées dans la fiction font écho aux articles documentaires sur les conditions sanitaires, la nécessité d'éduquer les classes populaires, ou les accidents du travail que la revue publie. Bradbury and Evans sort la première édition en trois volumes le 7 août 1854, avec un titre rallongé en Hard Time for These Times, des titres pour les chapitres et une dédicace à Carlyle dont Dickens partage les idées et à qui il écrit d'abord pour lui en demander la permission. Ami de Dickens depuis treize ans, Carlyle a, en effet, déjà dénoncé le caractère abstrait des statistiques utilisées en économie, qui oublient les besoins humains fondamentaux. Aucune préface n'est prévue, ni pour l'heure ni pour les éditions à venir.

#### Calendrier des publications
| Numéro | Date             | Chapitres |
| ------ | ---------------- | --------- |
| I      | 1er avril 1854   | (1-3)     |
| II     | 8 avril 1854     | (4-5)     |
| III    | 15 avril 1854    | (6)       |
| IV     | 22 avril 1854    | (7-8)     |
| V      | 29 avril 1854    | (9-10)    |
| VI     | 6 mai 1854       | (11-12)   |
| VII    | 13 mai 1854      | (13-14)   |
| VIII   | 20 mai 1854      | (15-16)   |
| IX     | 27 mai 1854      | (17)      |
| X      | 3 juin 1854      | (18-19)   |
| XI     | 10 juin 1854     | (20-21)   |
| XII    | 17 juin 1854     | (22)      |
| XIII   | 24 juin 1854     | (23)      |
| XIV    | 1er juillet 1854 | (24)      |
| XV     | 8 juillet 1854   | (25–26)   |
| XVI    | 15 juillet 1854  | (27–28)   |
| XVII   | 22 juillet 1854  | (29–30)   |
| XVIII  | 29 juillet 1854  | (31–32)   |
| XIV    | 5 août 1854      | (33–34)   |
| XV     | 12 août 1854     | (35–37)   |

#### Autres éditions
Taubnitz publie le roman avec l'autorisation de Dickens en 1854, d'abord dans le cadre de Household Words, puis en édition séparée. Deux parutions sont à noter la même année à New York, mais sans aval, et il faut attendre 1857 pour qu'une version officielle, The Diamond Edition, illustrée par S. Eytinge Jr., reliée avec Barnaby Rudge, voie le jour aux États-Unis. Du vivant de l'auteur, Chapman and Hall fait paraître l'édition dite « bon marché » (Cheap Edition) en 1865, avec un frontispice dû à Arthur Boyd Houghton (1836-1875), puis une autre version en 1868, couplée avec Pictures from Italy, The Charles Dickens Edition, révisée par Dickens qui y ajoute des titres. Après la mort de l'auteur, l'édition la plus remarquée car fondée sur une étude comparée du manuscrit, des épreuves, des feuilletons et des parutions de 1854 et 1868, est The Norton Critical Edition de 1966, à nouveau publiée en 1990, réalisée par George Ford et Sylvère Monod.

## Illustrations
Hard Times et Great Expectations sont les deux seuls romans de Dickens ayant d'abord paru sans illustrations.

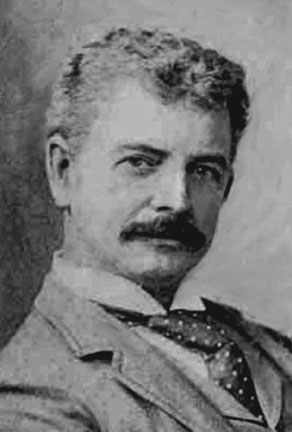
C. S. Reinhart, illustrateur de l'édition américaine de 1876.

Du vivant de l'auteur, divers illustrateurs se sont ensuite succédé : Frederick Walker, avec quatre planches pour la réédition de la Library Edition de 1862, A. B. Houghton pour le frontispice de l'édition « bon marché » de 1865, F. O. C. Darley avec deux planches destinées à une édition américaine de 1863 et S. Eytinge Jr. avec six planches pour la Diamond Edition de 1867.
Après la mort de Dickens, Harry French réalise vingt planches pour le Hard Times for These Times de la British Household Edition, puis il faut attendre le début du XXe siècle pour voir W. H. C. Groome illustrer l'édition Collins de 1907 avec sept réalisations et Kyd (Joseph Clarke Clayton) produire dix-huit aquarelles avec dessin au crayon et à l'encre, désormais partie de la collection Gimbel de l'université de Yale,,.
Aux États-Unis, Charles Stanley Reinhart (en) compose seize illustrations pour Hard Times for These Times, publié en 1876 par Harper & Brothers. Son style dit « parisien » (il a étudié à Paris), alors de mode outre-Atlantique, tranche nettement sur le réalisme détaillé de Fred Walker ou de Harry French. Simon Houfe écrit qu'il est capable de suggérer la couleur sans utiliser la moindre pigmentation, ce qui convient parfaitement à un roman tel que Hard Times,.

## Accueil

### Les contemporains
La critique est divisée au départ. Si John Ruskin apprécie Hard Times parce qu'il met l'accent sur d'importantes questions sociales, le XIXe siècle en général critique le roman : Harriet Martineau est particulièrement sévère, l'accusant de trop caricaturer et même d'être ignorant des sujets qu'il traite. Macaulay lui reproche son « socialisme maussade » (« sullen socialism ») et sa méconnaissance des réalités politiques. Une critique de Hard Times publiée en octobre 1854 dans la Wesminster Review s'en prend à sa description du système éducatif de Coketown, car, y est-il écrit, « un tel système n'est appliqué nulle part en Angleterre ». En 1877, un article paru dans The Atlantic Monthly, titré « On the Economic Fallacies of Hard Times » et signé E. P. Whipple, considère que les opinions de Dickens sur l'utilitarisme « sont issues d'impressions vives qu'intensifient des émotions philanthropiques, mais ne procèdent pas d'un minutieux processus de raisonnement ».
Certains, comme Margaret Oliphant, soulignent les ressemblances avec le roman d'Elizabeth Gaskell, car les deux œuvres soulèvent une importante question sociale et « dans tous les deux, le récit quitte peu à peu le thème public pour suivre son propre chemin ».

### Depuis leXXesiècle
George Bernard Shaw, dans son introduction au roman en 1912, tout en admirant sa « révolte passionnée contre l'organisation industrielle du monde moderne », lui reproche « de ne connaître des populations qui travaillent dans ces villes exclusivement industrielles que ce qu'un observateur professionnel peut en glaner au cours d'une visite éclair à Manchester », et, à cause du personnage très caricatural de Slackbridge, d'épouser les vues de la classe dominante sur les délégués des organisations d'ouvriers.
F. R. Leavis est le premier à faire une présentation positive de Hard Times en 1948 dans The Great Tradition, considérant ce « grand livre » comme une « fable morale » qui, certes, « n'a rien d'un conte de fées, et absolument rien de plaisant » (The heightened reality of that great book has in it nothing of the fairy-tale, and is such as to preclude pleasantness altogether), mais possède une importance morale majeure. C'est, à son avis, un ouvrage essentiel et même [le] seul ouvrage artistique sérieux [de Dickens] (his only serious work of art). Des écrivains comme D. H. Lawrence et George Orwell soulignent sa critique de la société industrielle et sa colère généreuse, et G. K. Chesterton, dans Appreciations and Criticisms, le considère comme l'expression la plus dure, la plus inflexible, la plus rude d'une « vertueuse indignation qui ne peut consentir ni à l'humour ni même au pathétique ». Toutefois, il lui est reproché une connaissance trop superficielle de ses dossiers, sa propension à sacrifier le réel à la fiction et de faire un compte-rendu « de la réalité au mieux lacunaire, au pire complètement fantaisiste ».
Rosemarie Bodenheimer, qui s'intéresse à la façon dont l'émergence du syndicalisme, à travers grandes grèves et répression gouvernementale, est transcrite dans les œuvres de fiction, constate que Dickens dans Hard Times, comme Disraeli dans Sybil (1845) ou Charles Kingsley dans Alton Locke (1849), fait une présentation assez détestable des premières unions syndicales et de leurs dirigeants ; ce n'est, ajoute-t-elle, que dans North and South d'Elizabeth Gaskell que le syndicalisme « s'épanouit en organisation légitime » et qu'un responsable syndical est montré sous un jour sympathique.
Le seul critique moderne à condamner sans appel tant le roman que l'analyse de Leavis est John Holloway qui, dans un essai de 1962, le décrit comme relevant d'un « philistinisme bourgeois » (middle class philistinism) : Hard Times, explique-t-il, traite d'un problème moral, d'une question de modes de vie, et, s'il est acquis que l'« utilitarisme en est l'une des facettes », « les idées et les attitudes que recouvre ce mot aujourd'hui n'ont rien de commun avec celles prévalant chez Dickens ou de son temps » (« That Hard Times is a novel which embodies a moral problem, an issue between ways of living, is by now familiar knowledge; and so is it, that one side of the issue, in some sense or another, is 'Utilitarianism'. But the ideas and attitudes which that word most readily calls up today prove not to be those which were most prominent in Dickens's own mind or own time »).

## Intrigue

### Structure
La version imprimée par Bradbury & Evans se présente en trois parties, respectivement de 16, 12 et 9 chapitres : Les Semailles (Sowing), La Moisson (Reaping), L'Engrangement (Garnering), qui font écho à un verset de l’Épître aux Galates (6,7) : « Ce que l'homme sèmera, cela aussi il le moissonnera. » Les titres des chapitres de Hard Times dans l'édition de 1867-1868 des œuvres de Dickens sont de la main de l'auteur lui-même. Les éditions suivantes les ont parfois repris, adaptés, puis ont privilégié des titres beaucoup plus courts.

#### Livre I: Les Semailles

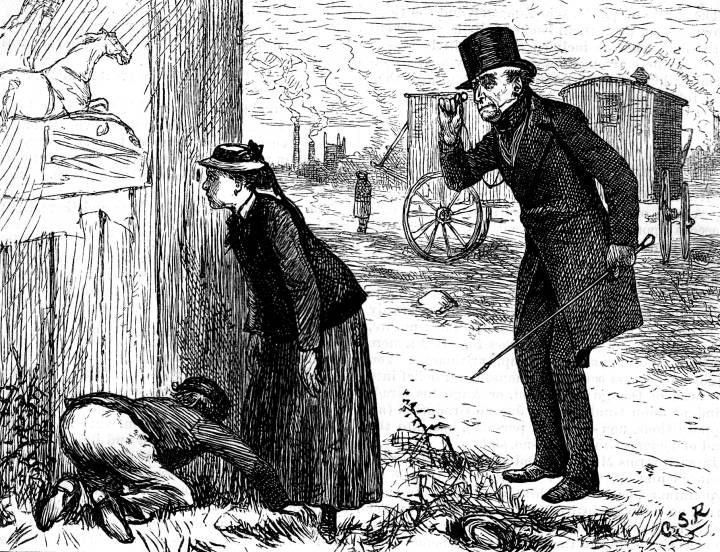
Mr Gradgrind surprenant Louisa et Tom qui épient le cirque, par C. S. Reinhart (1876).

L'action commence dans l'école de Mr Gradgrind à Coketown, où le nouveau maître, Mr M'Choakumchild, est chargé d'enseigner aux enfants les faits (facts) et d'éradiquer tout symptôme d'imagination (fancy). En tous les cas, Sissy Jupe, qui vient d'un cirque, fait mauvaise impression, tandis que le jeune Bitzer donne les définitions qu'on attend de lui.
En retournant chez lui, Mr Gradgrind surprend ses propres enfants à épier le cirque itinérant, malgré leur éducation utilitariste et rationnelle. Il les ramène à Stone Lodge, sa demeure, où son ami, Mr Bounderby, en l'attendant, assomme la pauvre Mrs Gradgrind avec le récit détaillé des malheurs de son enfance. Persuadé que la non rationnelle Sissy Jupe a une influence pernicieuse, Bounderby propose qu'ils aillent prévenir son père que l'école ne peut plus l'accueillir.
En chemin, ils rencontrent Sissy, qui les amène à l'auberge Aux Armes de Pégase où loge la troupe. Son directeur, Mr Sleary, les informe que le père de Sissy, incapable d'assurer ses numéros, est parti, abandonnant sa fille. Gradgrind propose de la recueillir (et de lui enseigner les faits) : toute la troupe lui fait ses adieux. Le lendemain, Bounderby parle de Louisa à son intendante, Mrs Sparsit. Louisa, la fille de Mr Gradgrind, et son frère Tom évoquent le vide de leur vie. Malgré sa bonne volonté, Sissy ne fait aucun progrès dans l'apprentissage des faits, mais émeut Louisa.
L'ouvrier Stephen Blackpool découvre avec consternation que sa femme, une alcoolique qui avait disparu depuis un certain temps, est revenue le tourmenter et il profite de la pause de midi pour se renseigner auprès de Bounderby, son patron, sur une possibilité de divorce. En sortant de chez lui, il rencontre une étrange vieille femme qui a l'air d'admirer Bounderby en cachette. Le soir, lorsqu'il rentre finalement chez lui, il découvre que Rachel, l'ouvrière dont il est amoureux, est venue avec abnégation soigner sa femme.
Mr Gradgrind est élu au Parlement et Sissy reste chez lui pour s'occuper de sa femme. Tom est recruté dans la banque de Bounderby et encourage sa sœur à épouser celui-ci. Seule Mrs Sparsit désapprouve ce mariage dont elle prédit l'échec.

#### Livre II: La Moisson
Arrive James Harthouse, un dandy amoral venu de Londres se frotter à la politique locale. Invité chez les Bounderby, il est intrigué par Louisa et circonvient Tom pour en apprendre un peu plus sur sa sœur qu'il projette de séduire pour se désennuyer. Pendant ce temps, un orateur, Slackbridge, tente de réveiller une conscience de classe chez les ouvriers et de les entraîner à s'unir. Seul Stephen refuse de se laisser convaincre, affirmant que cela empirera la situation. Il est mis en quarantaine, mais refuse de dénoncer ses anciens camarades lorsqu'il est convoqué chez son patron. Furieux, celui-ci le chasse. Stephen doit quitter Coketown s'il veut trouver du travail.
Il passe la soirée avec Rachel et une vieille inconnue. Louisa vient lui proposer une aide financière et Tom l'incite à venir nuitamment rôder près de la banque, lui promettant un appui. Mais il le fait en vain. Harthouse, de son côté, mène de front ses avancées politiques et la séduction de Louisa. Un matin, Bounderby découvre qu'on a dérobé 150 livres à la banque. Les soupçons se concentrent sur Stephen, bien que Louisa soupçonne fortement son frère.
Tandis que Mrs Sparsit se rend indispensable à Bounderby et que Mr Gradgrind siège au Parlement, Louisa retourne à Stone Lodge où sa mère se meurt. Lorsqu'elle revient chez son mari, Mrs Sparsit l'espionne, persuadée qu'elle va céder à Harthouse. Elle surprend la déclaration de ce dernier et la promesse de Louisa de le retrouver en ville le soir même. Mais elle perd la trace de Louisa, qui s'est réfugiée à Stone Lodge. Son père découvre avec consternation combien l'éducation de sa fille l'a rendue malheureuse.

#### Livre III: L'Engrangement
Louisa se remet lentement, veillée par Sissy, qui prend l'initiative d'inciter Harthouse à partir. Bounderby vient réclamer sa femme, mais, devant le refus de Gradgrind de la laisser partir dans l'état où elle est, il la répudie.
Pour oublier ses déboires conjugaux, il s'acharne à découvrir son voleur. Slackbridge excite les ouvriers contre Stephen. Rachel dévoile la venue de Louisa et le don d'argent et écrit à Stephen pour qu'il revienne défendre son honneur, mais il ne revient pas et les soupçons grandissent. On découvre un soir que la vieille inconnue, que Mrs Sparsit présente comme une complice de Stephen, n'est autre que la mère de Bounderby qui a bâti sa réputation sur une imposture. De dépit, il chasse Mrs Sparsit.
Sissy et Rachel découvrent que Stephen a bien pris le chemin du retour mais qu'il est tombé dans un vieux puits de mine désaffecté. Les secours s'organisent, mais il survit juste le temps de faire ses adieux à Rachel. Les soupçons se concentrent alors sur Tom à qui Sissy conseille de se réfugier parmi les gens du cirque de Sleary. Malgré les efforts de Bitzer qui veut ramener Tom à Coketown, il parvient à s'embarquer pour l'Amérique.
Le dernier chapitre dévoile l'avenir ambigu des personnages : si les méchants sont punis (Mrs Sparsit est chassée, Bounderby meurt d'apoplexie, Tom meurt dans son exil), si les bons sont récompensés (Sissy sera heureuse et se consacrera à « embellir la routine et la trivialité de la vie de ses frères les plus humbles »), l'avenir des autres est plus nuancé : Rachel continuera à travailler, vêtue de noir, paisible et sereine, parce que c'est son lot ici-bas, Mr Gradgrind deviendra compatissant mais méprisé par ses anciens collègues, Louisa ne se remariera pas et n'aura jamais d'enfant.

### Résumé

#### Livre I: Les Semailles

##### Première partie (1eravril 1854)

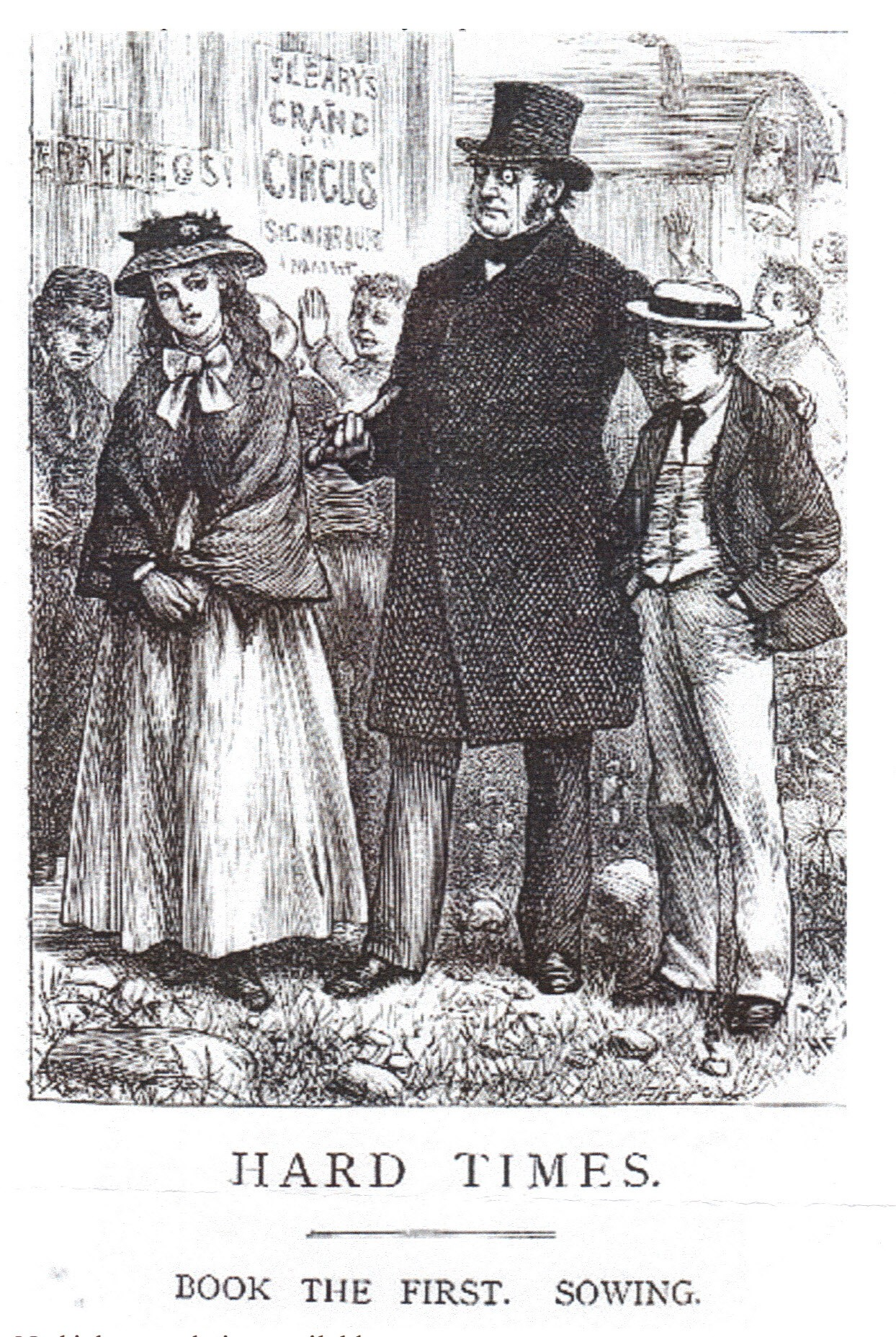
Louisa et Tom, l'air maussade, sont ramenés chez eux par leur père (Harry French, 1870).

I, 1 : Mr Gradgrind donne ses instructions au maître d'école M'Choakumchild : seuls comptent et sont utiles dans la vie les faits (facts).
I, 2 : Dans l'école de Mr Gradgrind, ne subsiste qu'un petit « récipient » (vessel) à n'être point rempli de faits ; c'est Sissy Jupe, l'opposée de Bitzer, l'élève-phare, qui décline d'un trait toutes les caractéristiques physiques du cheval. Les enfants sont formatés (regulated and governed) pour recevoir des faits, et l'imagination est bannie de leur univers. La mission de Mr M'Choakumchild, lui-même formé selon les méthodes de l'usine qui l'emploie, est de les bourrer de faits et de tordre le cou à l'imagination pouvant s'attarder en eux.
I, 3 : En chemin vers sa demeure, Stone Lodge, Mr Gradgrind passe devant le chapiteau d'un cirque et aperçoit deux des élèves ; or il s'agit de ses propres enfants, Tom et Louisa, qui jettent un coup d'œil à l'intérieur par une fente de la tente. Il les réprimande sévèrement en martelant la même question : « Mais que dirait Mr Bounderby ? » (« What would Mr Bounderby say ? »).

##### Deuxième partie (8 avril 1854)
I, 4 : Mr Bounderby, à la fois banquier et industriel, est le « Tyran [ou Fanfaron] de l'Humilité » (the Bully of Humility), et à ce titre, il n'a de cesse d'intimider Mrs Gradgrind, personne d'une faiblesse psychologique extrême, en lui serinant l'histoire des abus et de la négligence dont il a souffert pendant son enfance. Il est également persuadé que les écarts de conduite dont Tom et Louisa se sont rendus coupables sont dus à l'influence qu'exerce Sissy Jupe, qui n'est autre que la fille d'un artiste du cirque. Gradgrind et lui prennent la résolution d'aller demander à Signor Jupe de tout faire pour convaincre sa fille de cesser d'encourager la futile curiosité de ses camarades. Avant de partir, Bounderby dit au revoir à Louisa avec un baiser, mais l'enfant essaye désespérément d'en enlever la trace sur sa joue.
I, 5 : Coketown, ville de briques rouges, est organisée selon la théorie du « fait » : tout y est strictement utile et fonctionnel, mais la fumée qui s'échappe des cheminées d'usine serpente (serpent-like) sans fin et en noircit les murs. Gradgrind et Bounderby se dirigent vers le faubourg de Pod's End et tombent sur Sissy que Bitzer est en train de pourchasser de rue en rue. Ils mettent un terme à cette poursuite et emmènent la fillette avec eux.

##### Troisième partie (15 avril 1854)
I, 6 : Arrivés au Pegasus's Arms, ils apprennent que le signor Juppe n'est plus là. Les gens du cirque leur racontent que Jupe s'est sans doute « barré » (cut), parce que son talent est sur le déclin, et qu'il a abandonné le cirque et sa fille. Bounderby fustige cet impardonnable manque de responsabilité, et Gradgrind propose de prendre Sissy chez lui, pour autant qu'elle donne sa parole de se couper du monde du cirque, ce à quoi Sissy acquiesce, en larmes. Alors qu'ils sont sur le départ, le directeur du cirque, Mr Sleary, prend Gradgrind à partie pour son jugement péjoratif du cirque et lui rappelle que les gens « ont befoin d'amufement » (must be amuthed) et que « le meilleur et non le pire fe doit d'être apporté à facun » (make the betht of uth, not the wurth).

##### Quatrième partie (22 avril 1854)
I, 7 : Mrs Sparsit, petite-nièce de Lady Scadgers, sert de gouvernante au foyer de Mr Bounderby. Ce dernier s'emploie à tirer avantage du rang social de la dame pour compenser le manque matériel et affectif dont il se dit avoir été victime, exploitation éhontée dont elle tolère à contre-cœur la vulgarité. Sissy reçoit pour consigne de lui témoigner la déférence qui lui est due, et aussi de bannir de son esprit tout ce qui touche à son propre passé, en particulier son expérience du cirque ; désormais, commence une nouvelle vie pour elle, puisqu'elle est destinée à servir de domestique chez les Gradgrind.
I, 8 : Le système Gradgrind est accordé au diapason du « Ne jamais se poser de question » (Never wonder). Il n'en demeure pas moins que Tom et Louisa, assis devant la cheminée, s'en posent : ils ressentent « comme un manque » dans leur vie (something missing) et se demandent ce que leur réserve l'avenir. Tom aimerait quitter le foyer familial et rejoindre les rangs de la banque Bounderby, où il pense pouvoir s'accommoder du maître des lieux en jouant de l'affection que ce dernier porte à Louisa. Mais Mrs Gradgrind trouve les enfants en pleine session de wondering, et elle les gronde d'ainsi désobéir à leur père.

##### Cinquième partie (29 avril 1854)
I, 9 : Sissy travaille mal à l'école, elle n'accorde pas assez d'importance aux faits et peine à s'en souvenir. Alors qu'elle traite de statistiques, elle ne tient aucun compte des pourcentages, ne prenant en compte que les gens qui souffrent, même s'ils sont la minorité. Elle parle à Louisa de son père, clown, dont elle espère ardemment le retour, et des histoires tirées des Mille et Une Nuits qu'il lui lisait.
I, 10 : Après son travail, Stephen Blackpool, tisserand dans la manufacture de Bounderby, rentre chez lui en compagnie de Rachel, qu'il aime tendrement bien que platoniquement. Il lui confie qu'il se sent poursuivi par le malheur et que sa vie est pleine de confusion. De fait, arrivé à son logis, il y trouve son épouse, de retour après de longues années, ivre morte sur le seuil de sa porte.

##### Sixième partie (6 mai 1854)
I, 11 : Stephen prend conseil auprès de Bounderby au sujet d'un divorce d'avec sa femme alcoolique. Bounderby lui conseille de ne pas faire la « mauvaise tête » (malcontent), lui rappelle qu'il est marié pour le meilleur et pour le pire, et que, de toute façon, sa pauvreté lui rend inaccessible une dissolution de ce lien. Pour toute réponse, Stephen ne trouve qu'à répéter « C'est un gâchis » (« It's a muddle »), ce qui choque Mrs Sparsit et incite Mr Bounderby à faire des commentaires, faisant allusion à ses premières remarques, lors de l'arrivée de Stephen, sur les mauvaises têtes qui voudraient tout avoir sans le mériter : « J'entrevois des symptômes de soupe à la tortue et de gibier et une cuillère d'or dans tout ceci » (« I see traces of turtle soup, and venison, and gold spoon in this »).
I, 12 : Alors qu'il quitte la maison de Bounderby, Stephen Blackpool rencontre une vieille femme qui lui raconte qu'elle vient en ville une fois l'an pour voir Bounderby ; plus tard, de son métier à tisser, il l'aperçoit dans la rue, qui contemple d'un regard admiratif le bâtiment de la manufacture.

##### Septième partie (13 mai 1854)
I, 13 : Chez lui, Stephen trouve Rachel qui s'occupe de son épouse malade. Il s'endort sur une chaise d'un sommeil mauvais et agité par un cauchemar : il est sur la scène d'un théâtre et le monde entier l'évite et le repousse. Puis, à moitié réveillé, il voit sa femme se lever et se saisir d'un flacon de poison sur la table ; il reste comme paralysé, incapable de s'interposer tant est profond son désir de se débarrasser d'elle. Mais, juste au moment où elle s'apprête à porter le poison à ses lèvres, surgit Rachel qui lui enlève des mains le flacon. Lorsque cette dernière les quitte, Stephen la bénit en lui affirmant qu'elle est « l'ange qui le transforme de mauvais en [homme] bon » (« an angel [who] changes me from bad to good »).
I, 14 : Quelques années se sont écoulées : Mr Gradgrind est devenu membre du Parlement ; Sissy a été renvoyée de l'école, tout en conservant l'affection de Gradgrind en dépit de ses échecs ; Tom travaille à la banque Bounderby. Lorsque leur père prend rendez-vous avec Louisa pour parler mariage avec elle, Tom la conjure de se souvenir de lui. Louisa s'interroge, fait l'inventaire de son « usine intérieure » (the factory of herself) et n'y décèle que néant, silence et secret.

##### Huitième partie (20 mai 1854)

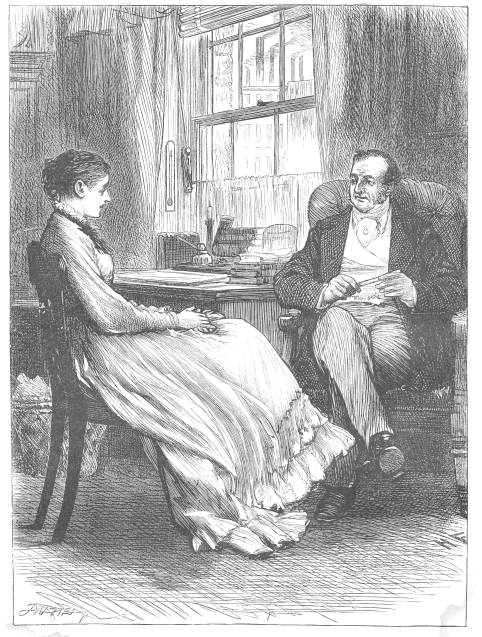
Louisa consulte son père au sujet de son mariage, par Harry French.

I, 15 : Gradgring informe Louisa que Bounderby a demandé sa main. Elle lui demande si elle est tenue de ressentir de l'amour envers lui ; Gradgrind lui conseille de ne considérer que les « faits » : elle a 20 ans, il en a 50, différence d'âge n'affectant ni son rang ni ses moyens financiers ; en somme,
« Confining yourself rigidly to Fact, the question of Fact you state to yourself is: Does Mr Bounderby ask me to marry him? Yes, he does. The sole remaining question then is: Shall I marry him? I think nothing can be plainer than that? »
« Vous bornant au strict examen du fait, la question que vous avez à vous adresser est celle-ci : M. Bounderby me demande-t-il de l’épouser ? Oui, il le demande. Alors la seule difficulté qui reste à résoudre est : Dois-je l’épouser ? Il me semble que rien ne peut être plus simple que cela. »
Louisa observe les volutes de fumée noire s'échappant des usines de Coketown, s'interroge sur la brièveté de la vie et donne son accord. « Qu'il en soit ainsi, [dit-elle], qu'est-ce que cela change ? » (« Let it be so, what does it matter? »). Sissy la contemple « avec étonnement, regret, chagrin et doute » (« in wonder, in pity, in sorrow, in doubt »), tandis que Mrs Gradgrind se demande comment elle va appeler son nouveau gendre.
I, 16 : Mr Bounderby entretient Mrs Sparsit de son projet, et, à son étonnement, elle formule des vœux de bonheur tout en parlant de lui comme d'« une victime » (a victim). Elle accepte le poste qu'il lui offre dans sa banque et, le jour du mariage, Bounderby déclare que, somme toute, son épouse mérite un mari tel que lui ; Tom, lui, fait ses adieux à Louisa : « Quelle brave fille tu fais ! Tu es une sœur de premier ordre, Lou ! » (« a game girl, a first-class sister, Loo »), lui dit-il à l'oreille.

#### Livre II: La Moisson

##### Neuvième partie (27 mai 1854)
II, 1 : Par une belle journée d'été, Mrs Sparsit et Bitzer, désormais promu au rang d'homme de peine (light porter), voient par la fenêtre s'approcher un étranger, l'air épuisé, porteur d'une lettre d'introduction émanant de Mr Gradgrind, et curieux de savoir si Mrs Bouderby est la grande philosophe que son père décrit.

##### Dixième partie (3 juin 1854)

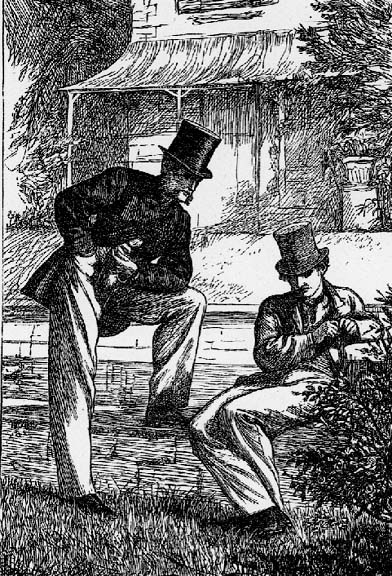
Harthouse « travaille » le roquet, par Fred Walker.

II, 2 : Lassé des Affaires étrangères et de servir dans un régiment de dragons, de voyager à Jérusalem et de sillonner les mers en yacht, James Harthouse a pris la décision de se convertir à la politique du fait. Il s'emploie à flatter Bounderby, acquiesçant à tout ce qu'il énonce comme vérité première : la fumée est nécessaire à l'homme, le travail en usine est on ne peut plus agréable, les ouvriers se conduisent fort mal en réclamant des avantages inconsidérés. Une seule chose le rend perplexe, le visage fermé et froid de Louisa. Alors qu'il est d'avis qu'une théorie en vaut une autre, elle semble ne croire à rien. Mais en observant sa réaction à l'arrivée de Tom, il a l'idée de quelque chose qui la dériderait (move that face). Il s'attache alors à « travailler le roquet » (cultivate the whelp) et s'arrange pour qu'il lui serve de guide jusqu'à son hôtel.
II, 3 : Harthouse gave Tom de cigares et de boisson, puis le pressure pour qu'il lui livre la vérité concernant sa sœur, qui a épousé Bounderby, apprend-il, par amour fraternel envers lui. Il le questionne aussi sur Mrs Sparsit qui, toujours selon Tom, éprouve une véritable affection pour sa sœur. Puis le « roquet » s'en va en titubant ans la nuit noire. Alors, commente le narrateur :
« The whelp went home, and went to bed. If he had had any sense of what he had done that night, and had been less of a whelp and more of a brother, he might have turned short on the road, might have gone down to the ill-smelling river that was dyed black, might have gone to bed in it for good and all, and have curtained his head for ever with its filthy waters. »
« Le roquet rentra chez lui et se coucha. S’il eût eu la conscience de ce qu’il venait de faire ; s’il eût été un peu moins roquet et un peu plus frère, il aurait pu s’arrêter tout court, tourner le dos à son domicile et s’en aller vers la rivière infecte teinte en noir pour s’y coucher tout de bon, s’enveloppant bien la tête dans cette eau bourbeuse et corrompue. »

##### Onzième partie (10 juin 1854)

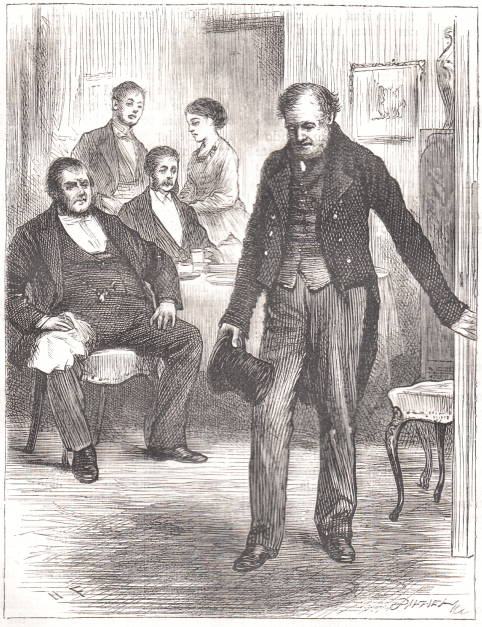
Stephen vient d'être licencié par Mr Bounderby (Harry French).

II, 4 : Slackbridge, secrétaire du syndicat, incite les ouvriers de Coketown à mettre en quarantaine le « traître » Blackpool, qui a refusé de se joindre au mouvement de grève. Stephen se défend, assure ses camarades qu'il reste leur ami et qu'il travaillera de son côté à leur cause. Cependant, la solitude qui lui est imposée le rend timoré et il n'ose même plus aller voir Rachel. Au bout de quatre jours, Bitzer vient l'informer que Bounderby désire lui parler.
II, 5 : Bounderby veut savoir pourquoi Stephen s'est tenu à l'écart du mouvement, mais il n'obtient pas de réponse, quoique Stephen défende âprement les ouvriers que son patron accuse de rébellion, puis, reprenant courage après avoir croisé le regard de Louisa, il parle de « gâchis » (muddle) et blâme à son tour les riches de mettre tous les malheurs du monde sur le dos des ouvriers. Cette diatribe rend Bounderby si furieux qu'il le licencie à la fin de l'entrevue.

##### Douzième partie (17 juin 1854)
II, 6 : Stephen rencontre Rachel dans la rue, en compagnie de la vieille dame qu'il a déjà vue errant autour de la maison de Bounderby. Il raconte ce qui lui est arrivé et déclare qu'il envisage de quitter la ville pour trouver du travail ailleurs. Rachel sait que tout cela est le résultat de la promesse que Stephen lui a faite de ne point se joindre au syndicat. Ils se rendent au domicile de Stephen où la vieille dame, Mrs Pegler, pose quelques questions relatives à l'épouse de Bounderby. Le thé est interrompu par l'arrivée de Louisa et de Tom. Louisa propose d'aider Stephen pour son voyage ; Tom, lui, l'incite à l'attendre à l'extérieur de la banque avant son départ, au cas où il pourrait faire quelque chose en sa faveur. Bitzer, dit-il, lui apportera un message. Stephen se poste donc devant la banque ; comme aucun message ne lui est transmis, au bout de trois jours, il se décide à prendre la route.

##### Treizième partie (24 juin 1854)
II, 7 : Harthouse, ayant gagné l'estime de Gradgrind et de Bounderby, s'intéresse de plus en plus à la jeune Mrs Bounderby à qui il rend visite dans la maison de campagne que Bounderby a acquise par saisie (repossession). Il y apprend que Louisa a donné de grosses sommes d'argent à son frère pour honorer ses dettes de jeu ; Tom, semble-t-il, est devenu grincheux, car elle lui a refusé un autre don. Harthouse offre ses services à Tom, l'aidera à payer ses dettes, assure-t-il, en échange de quoi Tom devra se montrer aimable envers sa sœur. De fait, le soir même, Tom devient particulièrement attentionné, et Harthouse remarque que Louisa lui en semble reconnaissante.

##### Quatorzième partie (1erjuillet 1854)

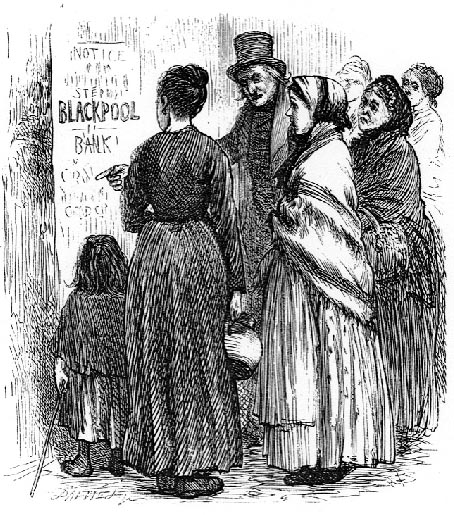
La foule s'est rassemblée devant l'affiche accusant Blackpool du vol, par Harry French.
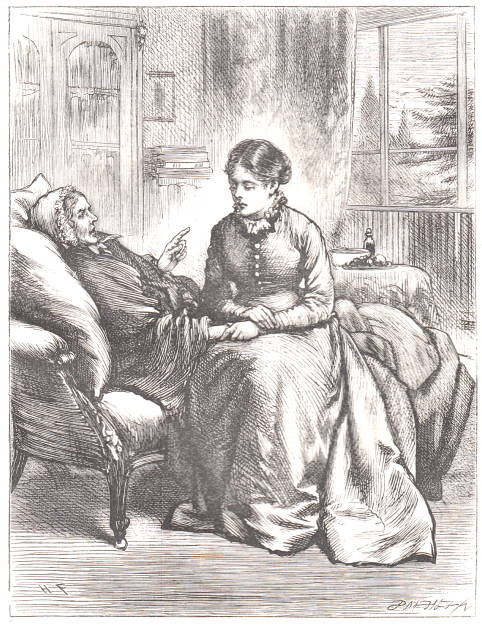
Louisa au chevet de sa mère, par Harry French.
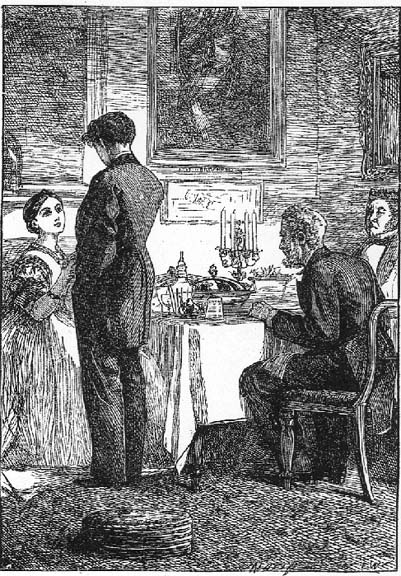
Harthouse dîne chez les Bounderby, par Fred Walker.
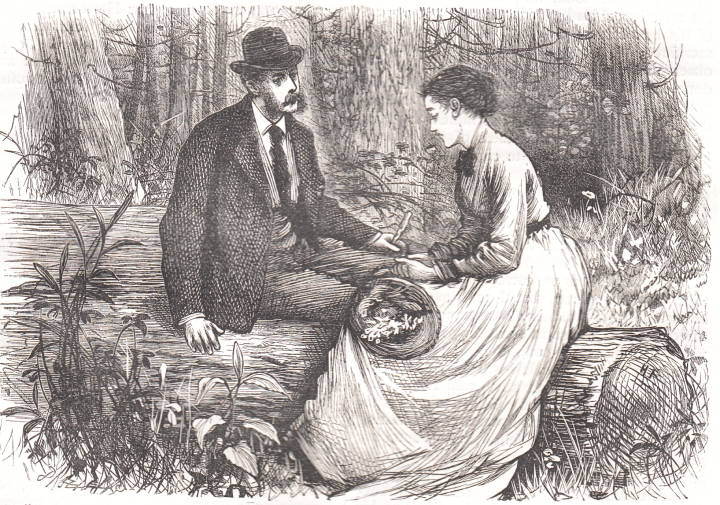
Harthouse et Louisa dans une clairière, par Harry French.
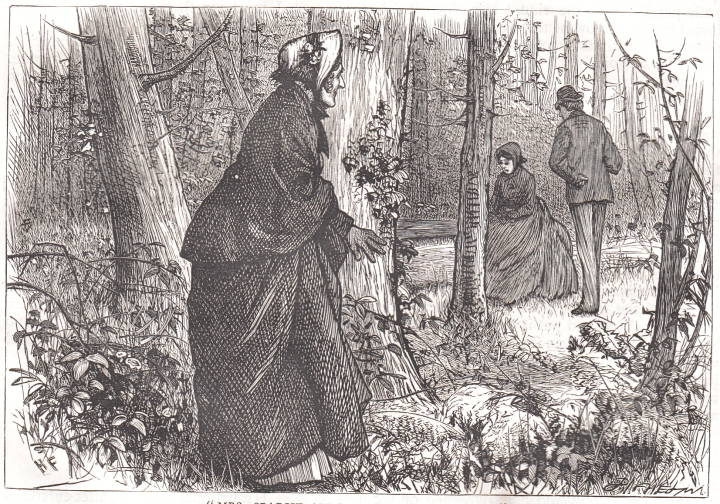
Mrs Sparsit épiant Harthouse et Louisa dans la forêt, par Harry French.

II, 8 : La banque est l'objet d'un vol pendant la nuit, l'intrus s'étant servi d'une fausse clef. Bitzer et Mrs Sparsit ayant vu Blackpool rôder autour de la banque, la suspicion se porte aussitôt sur cet ouvrier qu'on pense en mal de revanche. L'affaire fait l'effet d'une bombe (an explosion). Mrs Sparsit s'en vient vivre dans la maison de campagne de Mr Bounderby et se montre très prévenante à son égard : elle joue aux cartes en sa compagnie, lui prépare ses boissons préférées. Louisa, elle, est particulièrement choquée d'apprendre que la banque a été cambriolée. Lorsqu'elle s'en ouvre à son frère Tom et lui demande s'il a quelque chose à dire à ce sujet, elle se voit rabrouée sans façon.

##### Quinzième partie (8 juillet 1854)
II, 9 : Mrs Sparsit reprend les rênes de la maison Bounderby comme gouvernante. Louisa ne semble pas y voir d'inconvénients, s'en trouvant libérée pour passer plus de temps en compagnie de Mr Harthouse. Lorsqu'elle est rappelée au chevet de sa mère gravement malade, Mrs Gradgrind essaie de dire à sa fille que quelque chose lui a manqué au cours de sa vie, mais elle meurt avant d'avoir réussi à se faire comprendre.
II, 10 : Mrs Sparsit, en un éclair d'imagination, invente l'allégorie de l'escalier dont elle voit, en esprit, Louisa descendre inexorablement les marches. Bounderby informe Mrs Sparsit que Blackpool et une vieille femme sont recherchés pour le cambriolage de la banque. Ce soir-là, Mrs Sparsit observe Harhouse et Louisa bavardant dans le jardin. Justement, ils parlent de Stephen Blackpool que Harthouse juge « atrocement ennuyeux, filandreux et plat à l'excès » (infinitely dreary […] Lengthy and prosy in the extreme), alors que Louisa a eu, dit-elle, « beaucoup de peine à penser du mal de cet homme » (It has been very difficult to me to think ill of that man).

##### Seizième partie (15 juillet 1854)

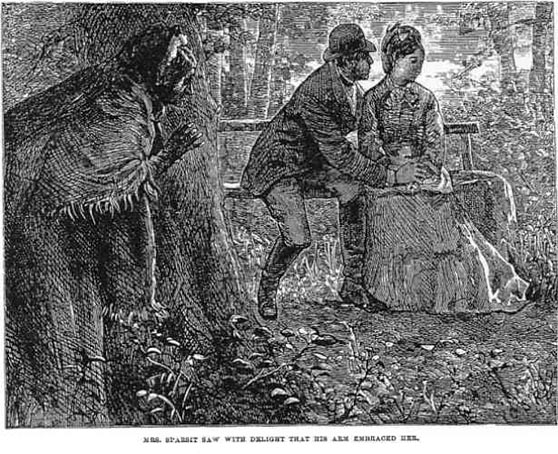
« L'embuscade » de Mrs Sparsit, vue par C. S. Reinhart, 1876.

II, 11 : Mrs Sparsit observe la « descente » de Louisa. Lorsqu'elle apprend que Harthouse, parti dans le Yorkshire pour une partie de chasse, va revenir alors que Bounderby sera absent pour affaires, elle se rend en hâte à son domaine et, cachée dans le petit bois, observe le manège de Harthouse qui se fait de plus en plus pressant auprès de Louisa, laquelle résiste à ses avances, puis semble céder. Mrs Sparsit ne parvient pas à saisir ce qui se trame entre eux, car la pluie et le tonnerre sont venus recouvrir les voix. Alors que l'orage redouble de violence, elle suit Louisa jusqu'à la gare, où elles prennent toutes deux le train, puis perd sa trace à l'arrivée à Coketown.
II, 12 : En fait, Louisa regagne le domicile paternel où elle confie à Mr Gradgrind que l'éducation qu'il lui a inculquée l'a vidée de toute substance et rendue incapable de se forger une personnalité, qu'elle vient de quitter un mari pour qui elle n'éprouve que mépris, que Harthouse lui a proposé de partir avec lui, mais qu'elle n'a en rien sali l'honneur de son nom. Elle explique que les théories que son père a mises en œuvre pour la former sont responsables de cette impasse, mais qu'elle a maintenant besoin de son aide ; après cet aveu, elle s'effondre à ses pieds.

#### Livre III: L'Engrangement

##### Dix-septième partie (22 juillet 1854)

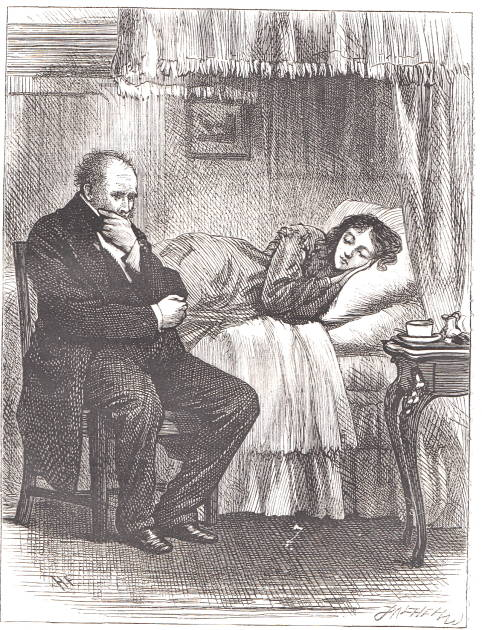
Gradgrind au chevet de Louisa après sa confession, par Harry French.
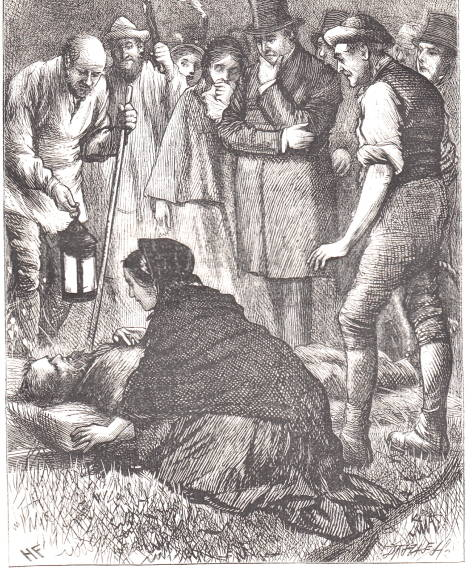
Rachel se penchant sur Stephen pour recueillir ses dernières paroles, par Harry French.
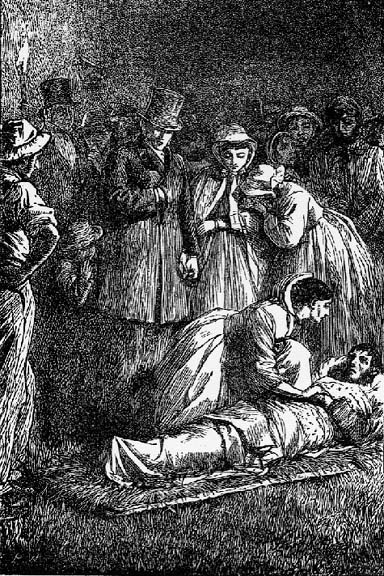
Stephen Blackpool est sorti du puits, par Fred Walker.
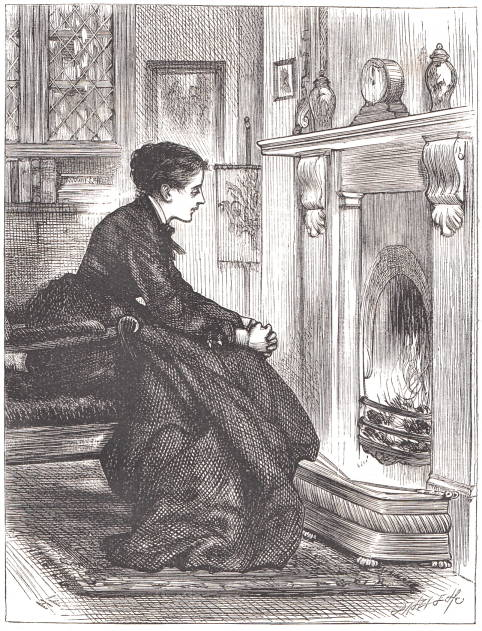
Louisa, seule devant l'âtre, après son retour chez son père, par Harry French.

III, 1 : Bouleversé par les révélations de sa fille, Gradgrind réfléchit pendant la nuit et explique le lendemain matin à Louisa qu'en effet, il a privilégié la sagesse de la tête à celle du cœur. Sissy intervient et propose d'aider Louisa à surmonter sa détresse.
III, 2 : Le soir même, Sissy se rend chez Harthouse pour lui demander d'oublier Louisa et de quitter la ville. Harthouse se préoccupe surtout de ce qu'il va paraître absurde et ridicule. Sissy finit par « vaincre » (vanquish) son orgueil et il décampe aussitôt pour l'Égypte afin, prétend-il, d'admirer les pyramides.

##### Dix-huitième partie (29 juillet 1854)
III, 3 : Lorsque Bounderby arrive à Stone Lodge en compagnie de Mrs Sparsit pour annoncer à Gradgrind que Louisa a quitté le domicile conjugal, il apprend qu'elle est chez son père. Gradgrind lui explique qu'elle est victime de l'éducation qui lui a été inculquée et qu'elle a besoin de temps pour, avec l'aide de Sissy, retrouver tous ses esprits. Bounderby, cependant, exige que son épouse soit de retour le lendemain avant midi. Comme elle ne revient pas, il se débarrasse de toutes ses affaires et reprend sa vie de célibataire.
III, 4 : Il poursuit également son enquête sur le vol dont la banque a été l'objet. Rachel lui assure que Stephen sera bientôt de retour pour s'innocenter et elle écrit à celui-ci pour l'informer des accusations portées à son encontre, mais Stephen ne réapparaît pas.

##### Dix-neuvième partie (5 août 1854)

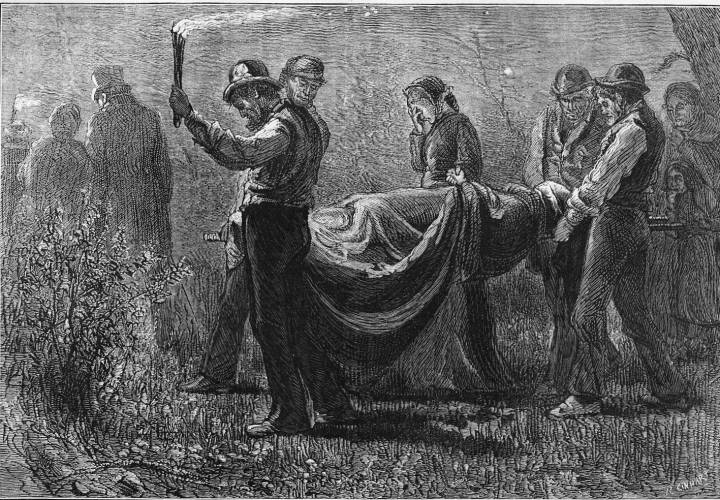
La sortie du puits, vue par C. S. Reinhart.

III, 5 : Sissy rassure Rachel ; les habitants de Coketown, lui explique-t-elle, ont toujours confiance en Stephen. Les deux femmes forment le projet de battre la campagne à sa recherche, en suivant la route qu'il devrait prendre s'il rentrait à Coketown. Entre-temps, Mrs Sparsit a arrêté la vieille femme qui est aussi soupçonnée. Elle s'avère être la mère de Bounderby, Mrs Pegler. Elle humilie son fils en donnant une version de son enfance toute différente de celle qu'il s'est si longtemps complu à raconter.
III, 6 : Rachel et Sissy parcourent la campagne et trouvent le chapeau de Stephen sur le sol à proximité de l'entrée d'un puits de mine à l'abandon, le puits dit « de l'Enfer » (Old Hell Shaft). Avec l'aide de quelques personnes, elles découvrent Stephen gisant sur le sol au fond du puits, blessé mais toujours en vie. Il leur raconte que, se hâtant de rentrer à Coketown, il a pris de nuit un raccourci à travers la campagne et fait une chute dans le puits désaffecté. Sa seule compagne a été l'étoile du soir et il a prié pour que les hommes vivent désormais dans l'harmonie et la paix. Il raconte à Gradgrind que Tom lui a demandé de l'attendre à l'extérieur de la banque, puis il rend son dernier soupir.

##### Vingtième partie (12 août 1854)
III, 7 : Tom, qui assistait au sauvetage, a disparu. Gradgrind comprend alors que c'est lui le coupable. Sissy explique qu'elle lui a recommandé de rejoindre le cirque de Sleary. C'est là, en effet, qu'on le retrouve, habillé en clown et tenant un rôle dans le spectacle. Confronté à son père, il fait porter le blâme à Louisa qui lui a refusé l'argent dont il avait besoin pour payer ses dettes de jeu. Il argumente et donne des chiffres qui, selon lui, expliquent et excusent sa conduite, rendue inévitable par l'enchaînement des circonstances. On décide de l'envoyer à l'étranger, mais arrive Bitzer avec un mandat d'arrêt.

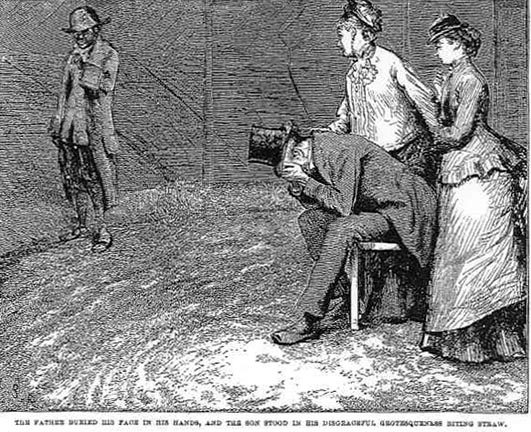
Gradgrind prend conscience de son échec comme père, vu par C. S. Reinhart (1876).

III, 8 : Gradgrind plaide la cause de son fils auprès de Bitzer, s'en remet à sa mansuétude et à son intérêt bien compris. Mais la compassion n'a pas de place dans l'esprit formaté de Bitzer et son intérêt lui dicte de se débarrasser de Tom pour prendre sa place à la banque. Sleary, cependant, finit par le distraire un instant de sa vigilance et on en profite pour subtiliser Tom et le faire partir. Sleary donne à sa façon une leçon à Gradgrind sur la philosophie régissant les mœurs des gens du cirque. La certitude qu'éprouve Sissy, dit-il, que son père reviendrait, montre que l'amour existe dans le monde et que tout n'est pas subordonné au seul intérêt personnel. Les gens ont besoin de s'amuser, lui fait-il aussi remarquer, car ils ne peuvent passer tout leur temps à travailler. Ainsi se trouvent fracassées, commente en substance le narrateur, les deux bases mêmes des principes ayant gouverné la fausse rationalité de Gradgrind.
III, 9 : Bounderby, que font enrager les révélations de Mrs Pegler, remercie Mrs Sparsit et l'envoie vivre chez sa parente Mrs Scadgers. Le roman touche à sa fin : Bitzer est dans les affaires, Bounderby meurt d'apoplexie dans la rue, Gradgrind se convertit à la philosophie de la Foi, de l'Espérance et de la Charité. Tom meurt dans le repentir à l'étranger, Sissy se marie et fonde une famille aimante ; Louisa reste seule, ne se remarie pas, consacrant ses loisirs à la famille de Sissy qu'elle entoure de ses soins.

## Personnages

### La famille Gradgrind

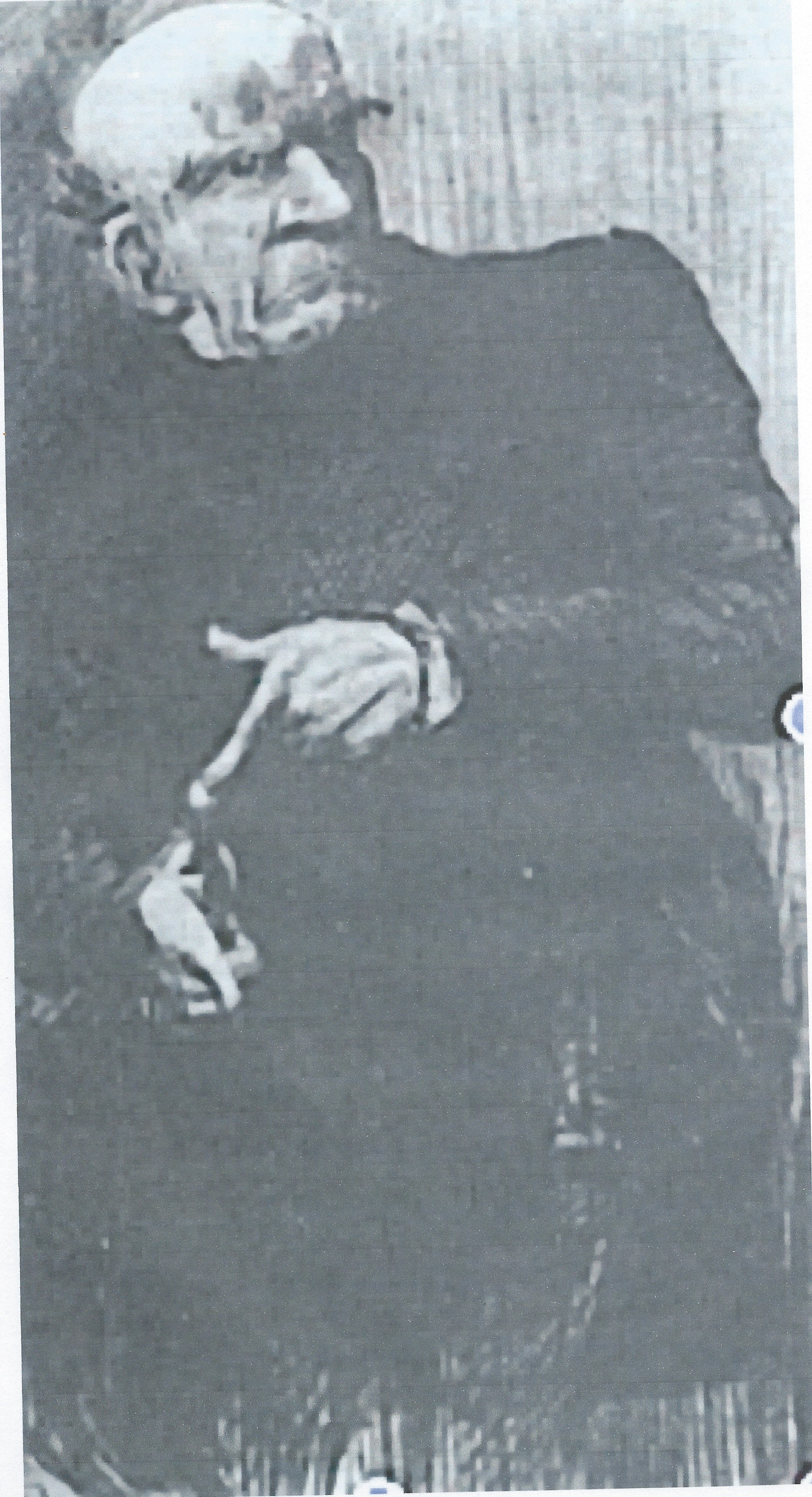
Gradgrind, portrait par Harry Furniss, 1910.

Mr et Mrs Gradgrind vivent à Stone Lodge. Il y a cinq « petits Gradgrind », Louisa, Tom, Jane, Adam Smith et Malthus, ces deux derniers prénommés par référence à Adam Smith, fondateur du libéralisme économique et auteur des Recherches sur la nature et les causes de la richesse des nations, et Malthus, auteur de l’Essai sur le principe de population.

#### Thomas Gradgrind
Premier personnage à apparaître, il est l'un des personnages majeurs. Enrichi par un commerce de quincaillerie en gros, il se présente comme « un homme de réalités. Un homme de faits et de calcul. Un homme qui agit selon le principe que deux et deux font quatre ». Porte-parole de la bourgeoisie, il devient MP. Physiquement, c'est un homme « carré », la répétition du terme dans le premier chapitre (square coat, square legs, square shoulders) soulignant l'assurance et la rigidité intellectuelle du personnage.
Il est toutefois amené à évoluer, parce qu'il n'a pas le cœur complètement desséché. Par exemple, « il éprouve trop de sympathie envers Sissy pour pouvoir la mépriser » (I, 14). En voyant ce que sont devenus ses deux aînés, il réalise la faillite de son système, se repent, devient plus humain, « subordonnant ses faits et ses chiffres à la Foi, à l'Espérance et à la Charité » (making his facts and figures subservient to Faith, Hope and Charity).

#### Louisa (Loo)
Fille aînée de Gradgrind, dont « les pensées sont tellement indociles qu'elles [la] forcent à [se] poser des questions » (I have such unmanageable thoughts […] that they will wonder), ce que proscrit absolument le système éducatif paternel, elle a appris à étouffer en elle tout ce qui pouvait ressembler à une émotion et est devenue en grandissant « réservée et peu communicative ». Elle passe sa vie à « regarder les flammèches rouges qui tombent du feu pour blanchir et mourir » (looking at the red sparks dropping out of the fire, and whitening and dying)), image de son mal de vivre : « un feu qui n'avait rien à brûler, une imagination affamée qui tant bien que mal se maintenait en vie » (a fire with nothing to burn, a starved imagination keeping life in itself somehow).
À 19 ans, elle se laisse marier à Josiah Bounderby, qui en a 50, pour obéir à son père et faire plaisir à son frère, la seule personne pour qui elle éprouve un véritable et profond sentiment d'affection.
Son éducation scientiste l'a empêchée de développer les qualités domestiques considérées comme idéalement féminines par la société victorienne, mais elle apprend à manifester et exprimer ses émotions avec l'aide de Sissy.

#### Tom (Thomas Gradgrind Junior)
Qualifié de jeune monstre, de misérable (wretched boy) (II, 8), et le plus souvent de roquet (whelp) (titre du chapitre II, 3) par le narrateur, il développe un égoïsme monstrueux. Décidé à prendre sa revanche contre l'éducation donnée par son père, dès qu'il acquiert un peu d'indépendance, il devient sournois et se met à mener une vie de dissipation, n'hésitant pas à voler son patron, Bounderby, et à faire accuser Stephen Blackpool. Finalement découvert, il est envoyé en Amérique par son père, avec la complicité de Sleary.

#### Mrs Gradgrind
Effacée, hypocondriaque, pleurnicheuse, elle mène une demi-vie. Sans imagination, une des raisons pour lesquelles Mr Gradgrind l'a épousée, elle est complètement assotée par la personnalité de son mari et assommée par tous les « faits » et toutes les choses en « -ologie » qu'étudient ses enfants. Sa phrase favorite : [si je dis quelque chose sur n'importe quel sujet], « je n'ai pas fini d'en entendre parler » (« I should never hear the last of it »). Aussi, n'ayant ni la force ni le pouvoir d'argumenter avec son mari, préfère-t-elle se taire.

#### Jane
Petite sœur de Louisa et Tom, elle a la chance de vivre au contact de Sissy, ce qui fait qu'elle ne sera pas complètement desséchée par l'éducation qu'elle reçoit, et sera beaucoup plus heureuse que Louisa.

### Personnages importants

#### Mr Bounderby
Meilleur ami de Mr Gradgrind, il est plus intéressé par le pouvoir (il possède une manufacture) et l'argent (il possède une banque) que par les faits. Josiah Bounderby of Coketown se présente avec ostentation comme le vivant exemple du passage vertueux de la misère à la fortune (« from rags to riches ») : élevé par une grand-mère ivrogne, il a mangé de la vache enragée dans sa jeunesse et s'est élevé dans la société à force de privations et de volonté. Il cultive son côté fruste et mal dégrossi en « fanfaron d'humilité » (bully of humility), et éprouve un plaisir sournois à voir dans une position subalterne l'aristocratique Mrs Sparsit. Lorsque « cet homme remarquable, cet imposteur enfant de ses œuvres » (remarkable man and self-made humbug) est démasqué (livre III, chapitre 5) à cause de « l'excès de zèle » de Mrs Sparsit, il se trouve publiquement et durablement ridiculisé.

#### Cecilia Jupe
Affectueusement surnommée Sissy par son père, elle est un personnage lumineux, sensible, compatissant, à l'imagination vive, l'antithèse de Louisa. Lorsque son père, qu'elle aime d'un amour fusionnel, vient à disparaître, elle est recueillie par les Gradgrind, pour lesquels elle éprouve respect et gratitude. Elle possède toutes les qualités de l'Ange de la maison cher à l'imaginaire victorien : présence aimante et attentive, elle a la « sagesse du cœur ». Elle veille sur Mrs Gradgrind, Louisa, et prend des initiatives : ainsi, elle oblige, avec douceur et fermeté, Mr Harthouse à quitter Coketown, de même qu'elle court chercher du secours pour sortir Stephen tombé dans le puits de l'Enfer.

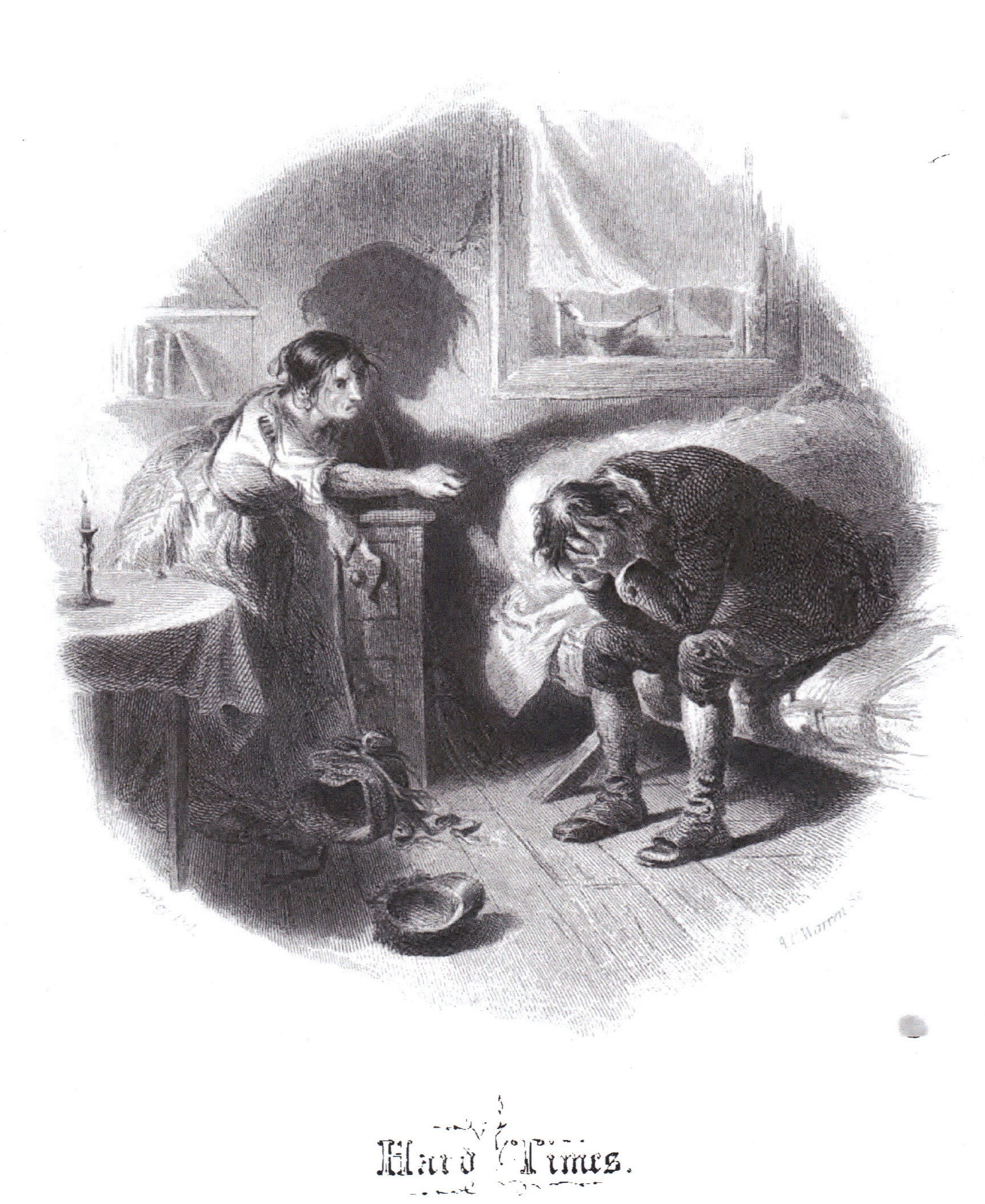
Stephen est effondré en voyant que sa femme est revenue (F. O. C. Darley, 1863.

#### Stephen Blackpool
Ouvrier dans la manufacture de Mr Bounderby, c'est un homme d'une quarantaine d'années, honnête, intègre et droit, prématurément vieilli. Malgré son air intelligent et le respect qu'on lui manifeste, il n'a aucun rôle dans le monde ouvrier, ce n'est pas un meneur. Au contraire, c'est un timide, un solitaire. S'il est conscient des injustices, ce n'est pour lui qu'un « brouillamini ». Il est considéré comme un « jaune » et mis en quarantaine par ses camarades parce qu'il refuse de souscrire à la caisse du Tribunal mutuel (à cause d'une promesse faite à Rachel), et est chassé par son patron parce qu'il refuse de les trahir. Il attire la sympathie du lecteur non parce qu'il est un ouvrier exploité, mais parce qu'il est une victime. Il aime Rachel, mais il est marié, et mal marié : sa femme, qui ne revient que pour lui extorquer de l'argent et dont il n'a pas les moyens de divorcer, est alcoolique et adultère. Les relations et les liens personnels passent avant la solidarité de classe.

#### Rachel
Simple, honnête, réservée, elle aime Stephen, mais ce n'est pas elle qu'il a épousée lorsqu'ils étaient jeunes, mais son amie, qui est devenue maintenant cette « creature » alcoolique et violente qu'elle soigne malgré tout avec dévouement, lorsqu'elle revient de ses errances, par fidélité à leur amitié ancienne et par compassion. Stephen voit en elle une sorte d'ange tutélaire à qui « il s'en remet de le défendre contre lui-même » (« he trusted to her to defend him from himself »). Pour cet homme fruste, elle est une présence lumineuse, « comme le sont les brillantes étoiles face à une grossière bougie », qu'il traite avec une dévotion respectueuse (« As the shining stars were to the heavy candle in the window, so was Rachael, in the rugged fancy of this man, to the common experiences of his life »).

#### Mrs Sparsit
Intendante de Mr Bounderby avant son mariage, elle est présentée au chapitre VII. D'origine aristocratique, petite-nièce de Lady Scadgers, elle a été mariée à 36 ans à un jeune aristocrate de 21 ans criblé de dettes, mort à 24 d'une surdose de brandy. Elle s'est placée comme gouvernante, autant pour faire enrager sa grand-tante que par nécessité. Nantie d'un nez busqué « à la Coriolan » et d'épais sourcils noirs (Coriolanian style of nose and [the] dense black eyebrows), elle cultive un air digne et distingué.
Égoïste, manipulatrice, hypocrite, elle tisse sa toile autour de Bounderby qu'elle aimerait bien épouser. Aussi fait-elle tout pour ruiner son mariage avec Louisa. Mais ses manigances ne réussissent qu'à révéler à tous l'existence de la discrète Mrs Pegler et les mensonges de son patron.

#### James Harthouse
Ce dandy libertin, familièrement appelé Jem, qui apparaît au chapitre II de La Moisson est un charmant jeune homme qui a traîné son ennui un peu partout et que son frère envoie à Coketown pour qu'il se lance en politique dans le parti Gradgrind. Indifférent à tout, il n'est intéressé ni par le pouvoir ni par l'argent ; sans opinions personnelles, il se dit « tout aussi attaché à ce parti que si je croyais en lui ». Il a fait sienne la devise des Russell Che sara sara. La froide Louisa l'intrigue et, vite ennuyé par la politique, il cherche à la comprendre et s'occupe à la séduire. Il utilise les fréquentes conversations qu'il a avec elle pour manipuler les émotions qu'elle n'a pas conscience d'éprouver.

#### Mr Sleary
Directeur du cirque, souffrant d'emphysème, il a une prononciation chuintante et se soutient grâce au brandy à l'eau. Il est l'antithèse de Mr Gradgrind : il considère que le rire, la poésie, la fantaisie sont indispensables pour rendre la vie supportable. Accusé par ce dernier au début du roman de corrompre ses enfants, il aidera généreusement Tom à échapper à la prison, d'abord en le cachant parmi son personnel, puis en organisant son embarquement pour l'Amérique.

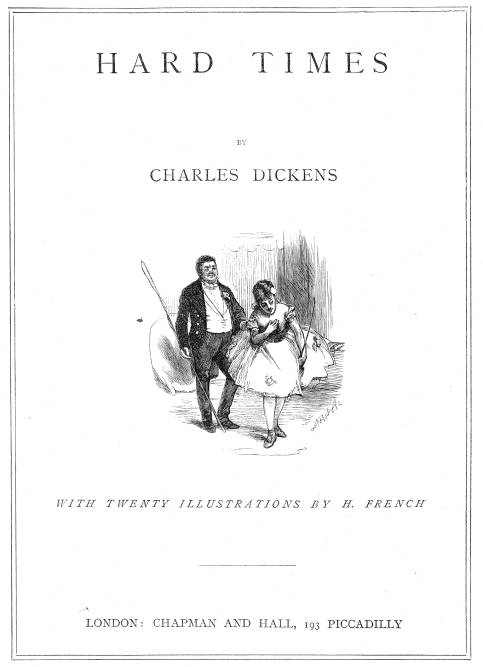
Sleary et sa fille en costumes de scène, par Harry French.

### Autres personnages
- Mrs Pegler : elle est la vieille mère aimante de Josiah Bounderby, qui a accepté de s'effacer, mais vient, une fois par an, à Coketown pour le voir de loin.
- Bitzer : élève de l'école de Mr Gradgrind, pur produit du système d'éducation utilitariste qui y est dispensé, il est embauché à la banque Bounderby où il espionne Tom pour le compte de Mrs Sparsit. Arriviste sans état d'âme, il a l'ambition de prendre sa place et réussit presque à l'arrêter dans sa fuite lorsque sa culpabilité est avérée.
- Slackbridge : ce personnage conventionnel et caricatural de meneur, agressif, habile parleur, démagogue sans états d'âme, est probablement inspiré par Mortimer Grimshaw (que Dickens appelle Gruffshaw dans On Strike)[60]. Ouvrier tisserand originaire de Great Harwood, il est l'un des meneurs de la grève de Preston. Grand, le visage marqué de petite vérole, tribun plein de fougue surnommé the Thunderer of Lancashire (le Porte-Foudre du Lancashire), il a prononcé, entre septembre 1853 et mai 1854, plus de soixante discours. Il est présenté comme un agitateur professionnel, un démagogue, par opposition au plus mesuré George Cowell[61].
- M'Choakumchild : maître d'école, à travers lequel Dickens se moque du « Programme B » (les matières que doivent connaître les maîtres d'école) et du Conseil Privé de Sa Majesté (puisqu'il n'y a pas un véritable ministère de l'éducation en 1853) qui l'a établi[62].
- La troupe de saltimbanques : le cirque équestre de Sleary forme une grande famille disparate : sa fille Joséphine, « une jolie blonde de dix-huit ans », E. W. B. Childers et Kinderminster (Cupidon), les écuyers, les acrobates, les danseuses de corde, « de simples femmes sans cervelle au cœur tendre », dont « la plus accomplie » est Emma Gordon. Signor Jupe a discrètement quitté la troupe, emmenant son chien dressé Patte-Folle.

## Récapitulation
Les Temps difficiles et Le Conte de deux cités, écrit Sylvère Monod, sont les « deux œuvres les moins dickensiennes de Dickens », qu'il estime nécessaire, dans un premier temps, « d'étudier ensemble […] et séparées du reste du roman dickensien ». Elles sont moins longues que les autres et « le souffle de Dickens s'y fait excessivement court », ajoute-t-il, ce qui est d'abord dû à des contraintes de publication « auxquelles il répugnait ». Pour autant, après avoir détaillé les circonstances de la genèse et de la publication des deux ouvrages, il les considère séparément, le premier étant classé « roman social », et le second, après Barnaby Rudge, « roman historique, ou semi-historique ».

### Sources et contexte

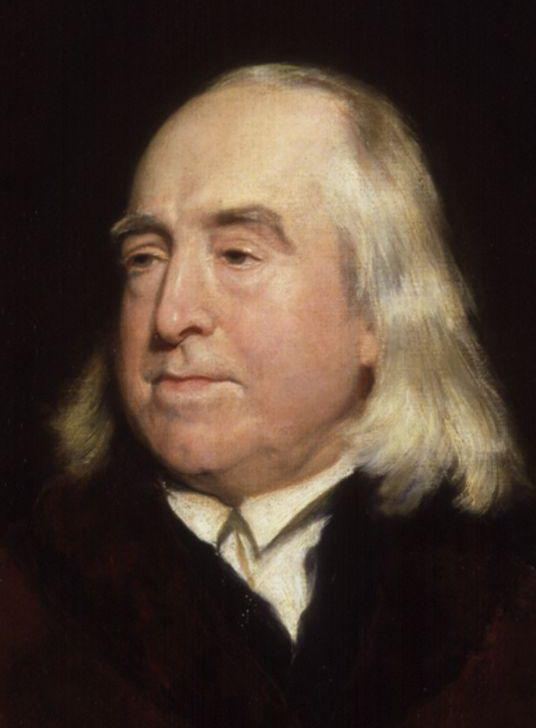
Jeremy Bentham.
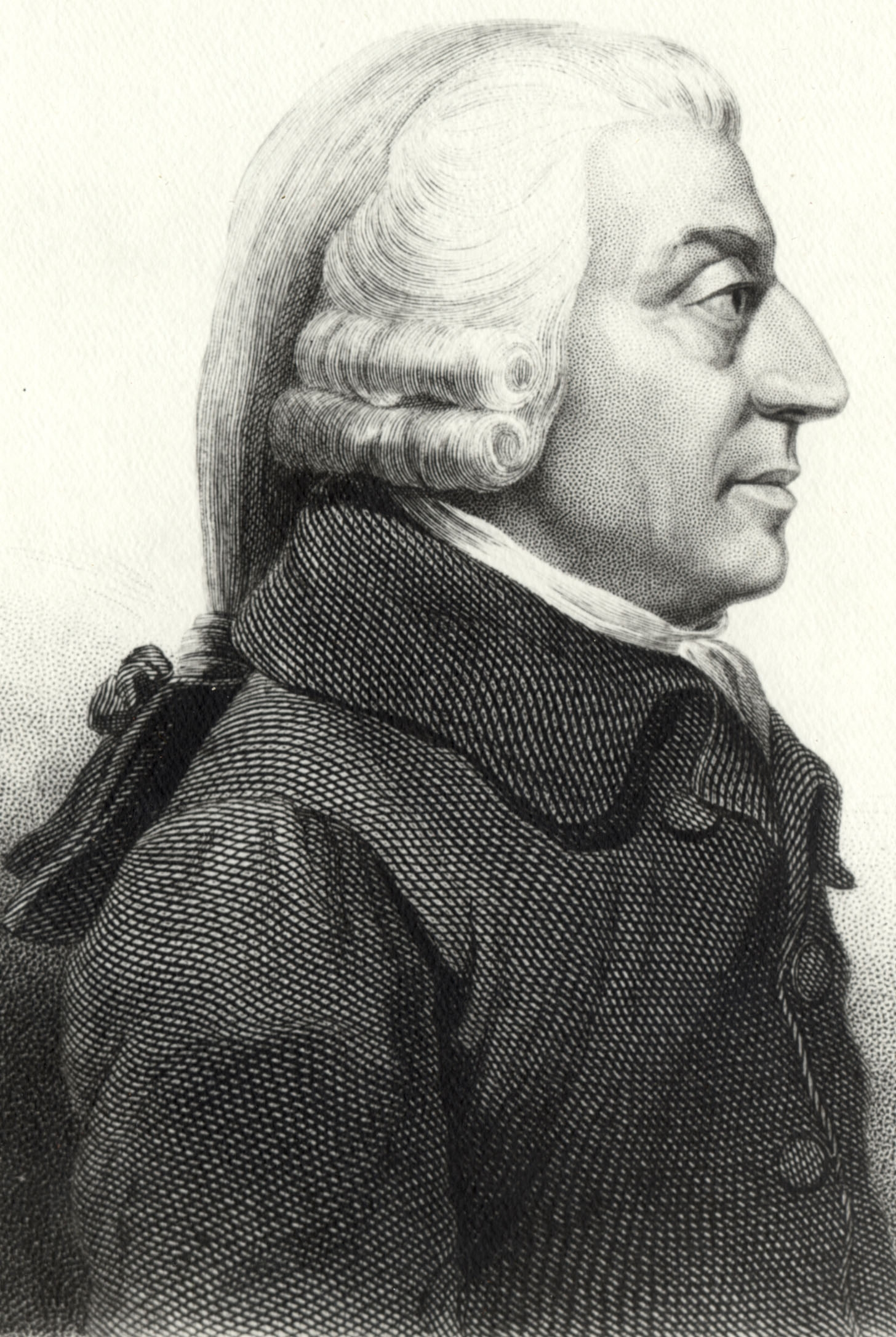
Adam Smith.
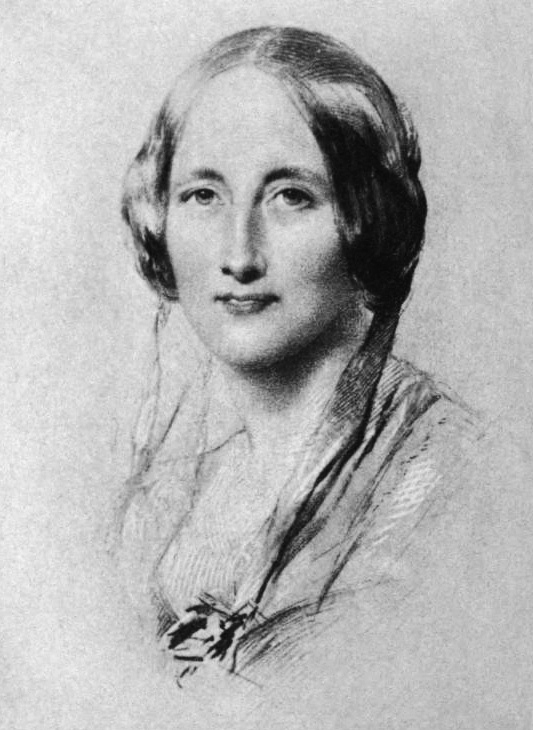
Elizabeth Gaskell, auteur de Mary Barton.
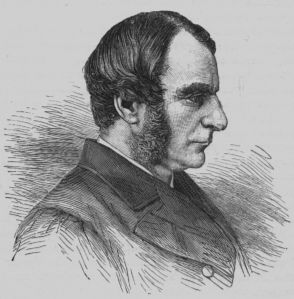
Charles Kingsley, auteur de Alton Locke.
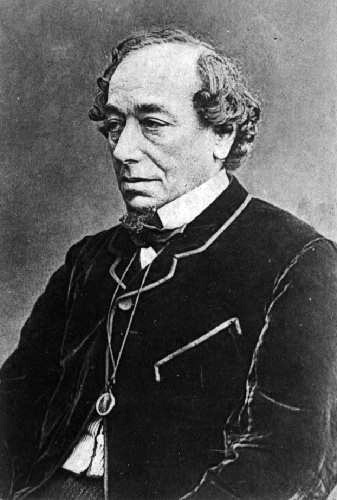
Benjamin Disraeli, auteur de Sybill.

#### Influence de Wilkie Collins et Thomas Carlyle
Sylvère Monod souligne dans son étude conjointe des deux romans qu'ils appartiennent à une période de la carrière de Dickens où il subit de plus en plus l'influence de Wilkie Collins dans sa technique et sa vie privée, et celle de Carlyle dans sa pensée et son ambition, cette dernière étant encore plus manifeste dans le premier roman et d'ailleurs reconnue par la dédicace à Thomas Carlyle (« Inscribed to Thomas Carlyle »). C'est ainsi, ajoute-t-il, que Hard Times est presque uniquement un roman à thèse sociale, présentant deux groupes de personnages : les dirigeants, essentiellement le théoricien Gradgrind dont les yeux s'ouvrent à la fin lorsque la faillite de son système sera rendue flagrante par les malheurs et les fautes de ses enfants, et Bounderby, chef d'entreprise autodidacte fermé, dur et vulgaire, qui s'avérera n'être qu'un imposteur véreux ; et les ouvriers, en particulier Stephen Blackpool, « saint et martyr », et son amie Rachel.
Des deux thèses présentées, la première est accessoire, mais claire et nette : elle concerne la réglementation du divorce à propos de Stephen Blackpool affligé d'une épouse alcoolique qui « n'a guère de traits humains » ; la seconde, qui porte sur la structure même de la société, contient l'attaque virulente d'une caste de théoriciens économistes et présente de ce fait des conclusions plus floues.

#### La structure de la société

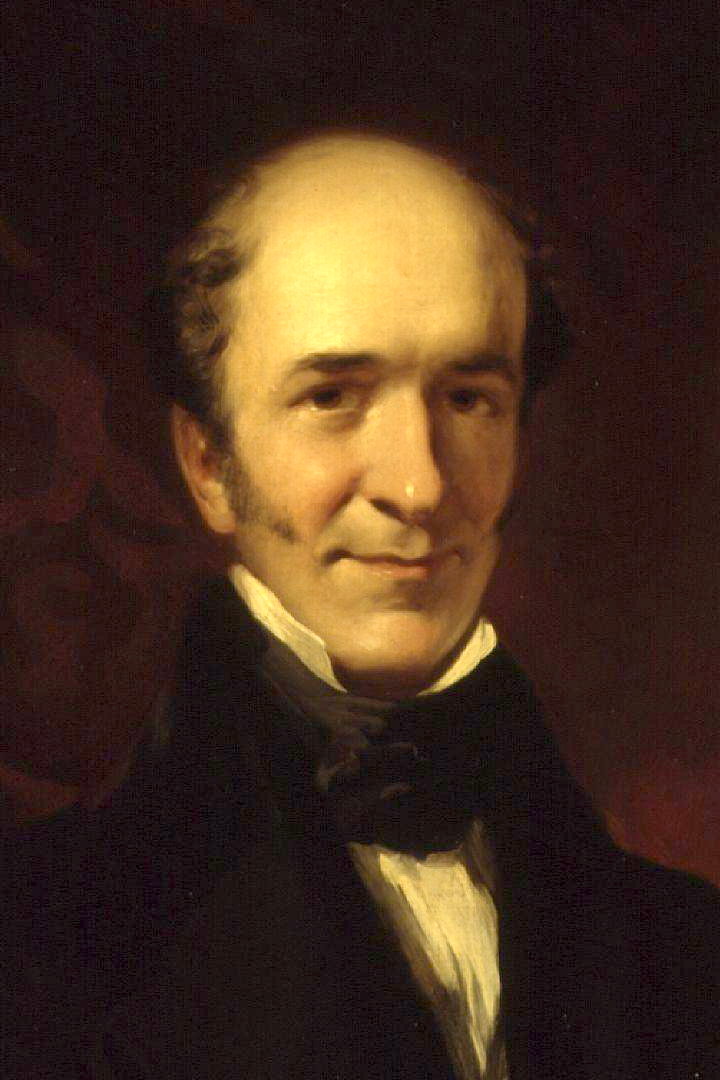
John McCulloch, auteur du Dictionnaire pratique, théorique et historique du commerce et du commerce maritime (1832).

Dès 1838, Dickens a exprimé son indignation devant la façon dont est organisé le travail dans les usines par ce qu'il appelle « le camp ennemi » (the enemy camp), et dénoncé l'oppression subie par les ouvriers des manufactures de coton. « J'ai l'intention, écrit-il, de frapper le plus fort possible en faveur de ces pauvres bougres » (« I mean to strike the heaviest blow in my power for these unfortunate creatures »). Il présente une entreprise dès 1838 dans Nicholas Nickleby, celle de l'excellent Cheeryble dans le Lancashire, mais, à part les illustrations de Leech pour « Ignorance and Want » dans Un chant de Noël, avec des cheminées d'usine à l'horizon, c'est bien dans Hard Times qu'il assène ses premiers coups. En cela, il participe de la veine des romans dénonçant ce que Carlyle appelle en 1839 « l'état de l'Angleterre » (The Condition of England Question), en particulier Sybill de Disraeli (1845), Mary Barton de Mrs Gaskell (1848) et Alton Locke de Kingsley (1850).
Comme ses contemporains, cependant, Dickens ne défend pas la révolution par la classe ouvrière : dans l'article en première page de sa revue datée du 11 février 1854, titré On Strike (« En grève »), il exprime la sympathie qu'il ressent pour la condition des ouvriers, mais ajoute sa « profonde conviction [qu']ils ont eu tort de faire grève » (« profound conviction [that] their strike was a mistake »). Il se dit également impressionné qu'ils n'aient point cédé aux sollicitations d'un véritable fauteur de trouble, qu'il appelle Gruffshaw (le parleur professionnel) ; et pourtant, dans son roman, Stephen Blackpool se voit ostracisé par le syndicaliste démagogue Slackbridge avant d'être renvoyé par le patron de l'usine, le brutal Bounderby. En fait, comme le souligne Paul Schlicke, il suit de bout en bout les principes énoncés par Carlyle selon lesquels le remède aux conflits sociaux relève d'une morale éclairée.
Il est d'avis que les divisions sociales résultent de la philosophie réaliste, celle du « fait » (philosophy of fact), que prône Gradgrind, dans laquelle se télescopent deux théories à la mode, l'utilitarisme défini par Bentham (1748-1832) et l'économie politique d'Adam Smith (1723-1790) : la première prétend garantir le plus grand bonheur au plus grand nombre par l'intervention du pouvoir politique ; la seconde considère que la prospérité nationale, dépendant de facteurs économiques immuables, nécessite de l'État une attitude de « laisser-faire ». Dickens ne fait pas la différence entre les deux, qu'il trouve également détestables. Dans son article, il dit avec force que, dans les relations entre employeurs et employés, comme dans tous les rapports de la vie, doit entrer une composante affective (feeling and sentiment), de la patience, du respect mutuel (forbearance, mutual consideration), tout ce qui ne figure pas dans le dictionnaire de « Mr McCulloch », et « qui ne se traduit pas en chiffres exacts, [car] autrement les relations sont faussées et pourries jusqu'à la racine, et vouées à l'échec » (« which is not exactly stateable in figures; otherwise those relations are wrong and rotten at the core and will never bear fruit »).

#### Le cirque et ses antécédents

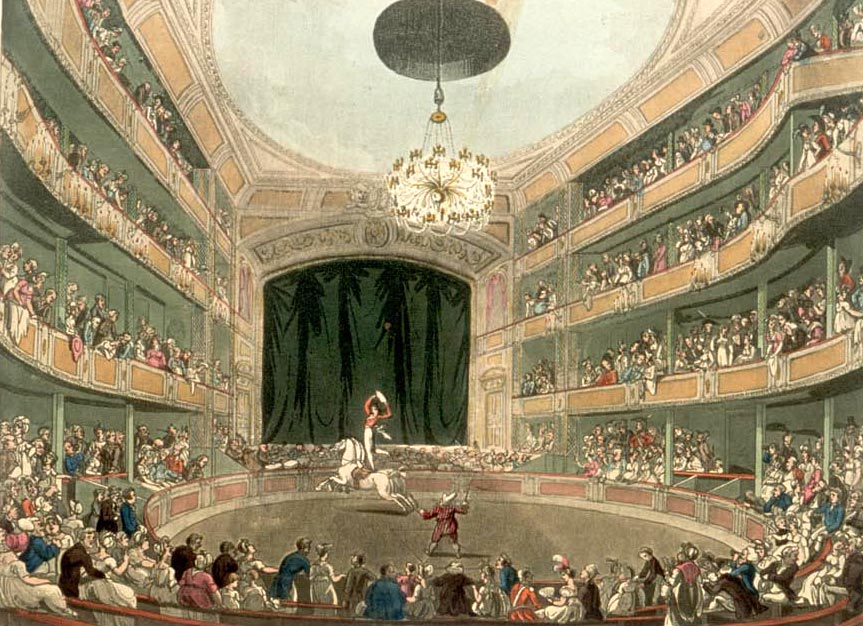
Représentation chez Astley au début du XIX.

Le roman s'ouvre sur une salle de classe où les enfants sont endoctrinés dès leur plus jeune âge. Huit années auparavant, James Kay-Shuttleworth (1804-1871) avait mis au point un projet de réforme du système éducatif anglais très ambitieux, mais qui avait été jugé trop aride et aussi trop rigidement mécanique. Bitzer, que crée Dickens dans Hard Times, représente, selon lui, le type même d'élève qu'aurait produit ce système s'il avait été mis en place. Par opposition à ce genre d'éducation qu'il considère comme abrutissant et, de toute façon, émanant de têtes mal faites, Dickens offre l'antidote du cirque. Ce n'est pas une innovation chez lui : déjà, dans The Old Cusiosity Shop, apparaît une troupe de saltimbanques qui y joue une sorte de rôle purificateur. La plupart des spectacles du cirque Sleary reprennent d'ailleurs les prestations réelles auxquelles Dickens a assisté l'année précédente au Royal Amphitheatre d'Astley à Londres ; le cirque est alors conçu comme un spectacle complet, avec animaux domestiqués, musique, acrobaties, clowns, presque tous des morceaux d'anthologie populaires depuis des décennies. En 1854, cependant, le cirque s'est lui aussi accordé au diapason de la rentabilité, et Dickens montre bien que ses acteurs sont mis à rude épreuve, sans toutefois leur enlever leur statut privilégié de dépositaires des valeurs qu'il chérit le plus, la fantaisie, l'imagination, la camaraderie, bref l'escapade pour un bref moment hors de l'esclavage quotidien, dans un monde de rêve, de couleur et d'insouciance.

### Le point de vue
Narrateur omniscient et démiurge, Dickens donne volontiers la parole, pour mieux dénoncer leurs prétentions, à des personnages que leur langage même rend ridicule, parce qu'il fonctionne sur le mode de la répétition et illustre la définition du comique que donne Bergson : « du mécanique plaqué sur du vivant », mais ne les laisse jamais s'imposer complètement.
Est ainsi développé le raisonnement des personnes « éminemment pratiques », qui soit interprètent le passé à leur façon, créant ce que Dickens appelle les fictions de Coketown, comme celles que véhicule Bounderby (son enfance inventée, son obsession de l'échelle sociale et son leitmotiv sur la classe ouvrière qui rêve de soupe à la tortue, de venaison et de cuillère d'or), soit le gomment, comme Gradgrind (« Je ne veux pas entendre un mot de plus », dit-il à sa fille qui se dit fatiguée de tout ; « Nous ne voulons pas entendre parler de ça ici », dit le même à Sissy en renommant la profession de son père en vétérinaire-dresseur de chevaux, plus honorable qu'artiste de cirque), et qui n'admettent que les faits bruts, intemporels, sans interprétation (« Vous ne devez jamais rien imaginer », dit le monsieur qui assiste à la leçon).
Face à ce mode de pensée complètement figée, le narrateur dresse les personnages qui ont une histoire porteuse d'émotion, comme Sissy ou surtout Stephen, et qui la racontent.

### Topographie des lieux

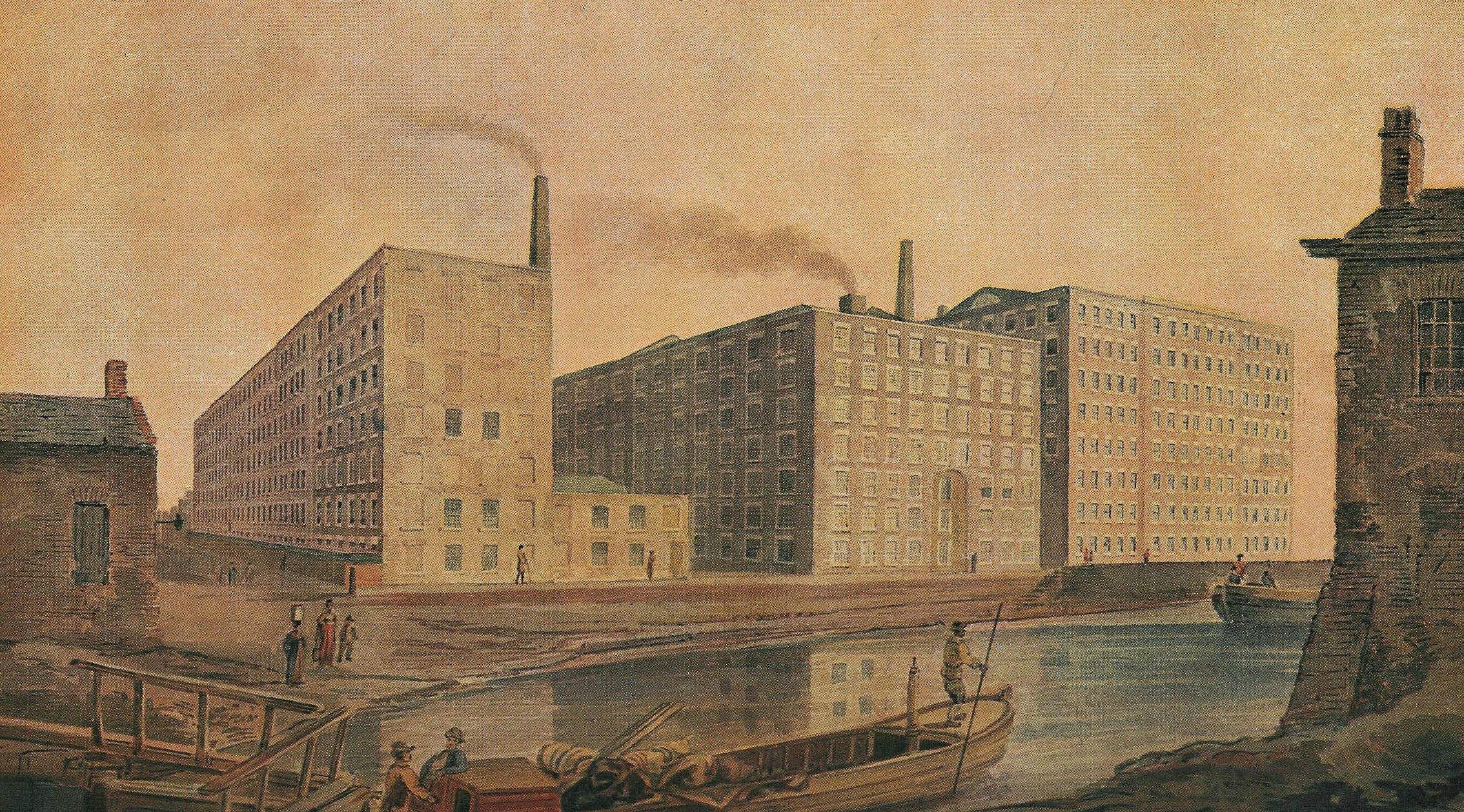
Les usines qui enfument Manchester (vers 1830).

Coketown (littéralement, la ville du coke, du charbon), décrite au chapitre 5 du premier livre, est une ville de « briques rouges, ou plutôt de briques qui eussent été rouges si la fumée et les cendres l'avaient permis ». Les eaux du canal sont noires, la rivière est « empourprée de puantes teintures », les grands bâtiments des usines vibrent du bruit incessant des machines à vapeur. La monotonie et l'utilitarisme sont ses caractéristiques les plus évidentes : toutes les constructions se ressemblent : l'hôpital, la prison, l'hôtel de ville, la banque, les dix-huit églises des dix-huit sectes religieuses, les immeubles ouvriers. Seuls leur taille et leur niveau de vétusté les différencient. Les habitants eux-mêmes sont indifférenciés, tous soumis au même rythme. Cependant, si le jour, on ne voit que « les monstrueux serpents de fumée » qui se traînent au-dessus de la ville, lorsqu'il fait nuit, les usines illuminées ont l'air de « palais enchantés » (« the fairy palaces burst into illumination »).
Bourderby s'est offert un charmant domaine saisi par sa banque, car grevé d'hypothèques par son propriétaire, industriel ruiné par la spéculation. Il se situe à quinze miles de Coketown, niché dans « un paysage champêtre, doré par la bruyère, neigeux d'aubépine à l'arrivée du printemps, et frémissant des feuillages et de leurs ombres tout au long de l'été » (« a rustic landscape, golden with heath, and snowy with hawthorn in the spring of the year, and tremulous with leaves and their shadows all the summer time »). Mais par affectation d'humilité, il fait pousser des choux dans le jardin ornemental et « se plaisait à vivre comme dans une caserne au milieu de l'élégant mobilier ».
Stone Lodge, la demeure « positive » que Mr Gradgrind a fait construire « sur une lande à un mile ou deux de la grande ville », est une grande maison fonctionnelle, « éminemment pratique », dirait son propriétaire, et carrée comme lui. Son lourd portique d'entrée assombrissait les fenêtres principales « comme les lourds sourcils du maître ombrageaient ses yeux ».

## Thématique

### La critique de l'utilitarisme

#### «Frapper un grand coup» (Charles Dickens)
Hard Times se présente donc comme une critique virulente de l'utilitarisme, ou plutôt de ses dérives en matière d'économie et d'éducation, doctrine théorisée par Jeremy Bentham (1748-1832) qui évalue une action uniquement en fonction de ses conséquences : est « utile » ce qui contribue à maximiser le bien-être d'une population, selon la formule « le plus grand bonheur du plus grand nombre ». En vertu de ce principe, il est donc envisageable de sacrifier une minorité dont le bien-être sera diminué, si cela permet d'augmenter le bien-être général.
Dickens s'en prend à sa forme la plus radicale, celle qui, comme il l'écrit à Charles Knight, ne « considère que les chiffres et les moyennes » (« see figures and averages, and nothing else »). Ayant visité des usines à Manchester en 1839, il y a vu les dures conditions de travail et d'existence des ouvriers, la misère des workhouses (les hospices recevant les indigents), accentuées en 1834 par la New Poor Law, la Nouvelle loi sur les indigents votée par une élite persuadée de la propension à la paresse des classes laborieuses. Il est décidé à frapper le coup le plus fort possible (« strike the heaviest blow in [his] power ») et, en janvier 1854, se déplace, pour se documenter, à Preston où une grève dure, qui va durer sept mois en tout, paralyse les manufactures de coton depuis l'automne 1853, y visite une usine et y rencontre les délégués syndicaux, dont les plus connus sont George Cowell et Mortimer Grimshaw.
Dans le roman, la robotisation (robot signifie esclave dans les langues slaves) des ouvriers, « tranquilles serviteurs aux visages impassibles et aux gestes bien réglés » (I, 11), asservis à la machine « bruyante, étourdissante, fracassante », est accentuée par leur absence d'individualisation. Louisa n'arrive pas à les considérer comme des individus : ils se ressemblent tous, sortent et rentrent aux mêmes heures, accomplissent tous les jours le même travail abrutissant. Le narrateur souligne l'analogie entre la population de Coketown, abrutie par un travail monotone et les petits Gradgrind soumis à une éducation sans fantaisie.
À ce monde mécanisé où le temps est régi par les horloges, comme la deadly statistical clock (« l’horloge lugubrement statistique ») trônant dans le bureau de Mr Gradgrind, s'oppose le rythme naturel. Le titre des trois livres ramène aux travaux agricoles soumis au cycle des saisons, et la vie suit son cours linéaire : la diégèse couvre en effet plusieurs années.

#### Le cirque comme antidote
Dès le début, Dickens présente en un puissant contraste la différence séparant Bitzer, l'enfant du « fait », de Sissy, l'enfant de l'imagination : les deux élèves sont pris dans un trait de lumière ayant pénétré dans la classe et
« [Sissy] was so dark-eyed and dark-haired that she seemed to receive a deeper and more lustrous colour from the sun, when it shone upon her, the boy was so light-eyed and light-haired that the self-name rays appeared to draw out of him what little colour he possessed […] he looked as if he were cut, he would bleed white. »
« tandis que la jeune fille avait des yeux et des cheveux si noirs, que le rayon, lorsqu’il tombait sur elle, paraissait lui donner des couleurs plus foncées et plus vives, le garçon avait des yeux et des cheveux d’un blond si pâle, que ce même rayon semblait lui enlever le peu de couleur qu’il possédait. […] l’on soupçonnait qu’il devait saigner blanc lorsque par hasard il se coupait. »
De fait, le bon sens et l'humanité de Sissy restent imperméables aux chiffres et à une vision abstraite du monde, car, pour elle, lorsque vingt-cinq personnes sur un million meurent de faim, « cela devait paraître tout aussi dur à ceux qui mouraient de faim, qu'il y eût un million d'habitants ou un million de millions ». Elle, au moins, fait remarquer Paul Davis, à l'instar des personnes de sa famille, possède une vision globale des choses, alors que la théorie du fait fragmente le monde en éléments séparés, comme les parties du cheval que Bitzer sait énoncer sans la moindre erreur, tout en étant incapable de comprendre, voire de se représenter l'animal en son ensemble. Toutefois, Dickens suggère que, si les Gradgrind ne l'avaient pas recueillie, Sissy aurait vécu misérablement, sa présence permettant un juste équilibre entre la fantaisie et la rigueur dans l'éducation de Jane Gradgrind.
Car tout est fait pour brider l'imagination, tant dans Coketown que dans l'esprit des petits Gradgrind. L'éducation qui leur est donnée, abritée des contacts avec les autres enfants, ressemble à celle qu'a reçue John Stuart Mill, extrêmement rigoureuse et technique, d'où sont bannis les contes de fées et les chansons enfantines ; seuls y comptent le fait brut, le chiffre, la statistique, le pourcentage. Or l'esprit humain, apprend Stuart Mill à ses dépens, ne se réduit pas à la seule mathématique : dans son Autobiographie, destinée à sa famille et publiée après sa mort en 1873, il raconte la grave dépression dont il a souffert après avoir compris que, devenu une « machine à penser », la source de sa sensibilité s'est comme tarie ; la maladie ne l'a quitté que lorsque les « vérités du sentiment » (truths of feeeling), inspirées, entre autres, par la lecture de Wordsworth, la musique de Mozart et celle de Weber, sont venues contrecarrer le rationalisme exclusif qu'on lui avait inculqué. Comme lui, mais par narrateur interposé, Dickens montre le danger d'une carence radicale de la fantaisie : Bitzer, l'élève « modèle », devient un arriviste au cœur sec ; Louisa accepte d'épouser Bounderby pour servir les intérêts de son père et de son frère, voire ceux de Bounderby lui-même, le pilier central du système, mais elle est malheureuse ; son frère Tom, rejetant quant à lui les fondements utilitaristes à sa façon, tombe cyniquement dans l'excès inverse, la vaine recherche d'un bonheur immédiat, égoïste et égocentrique, ce qui le conduit à la délinquance, l'exil et la mort.

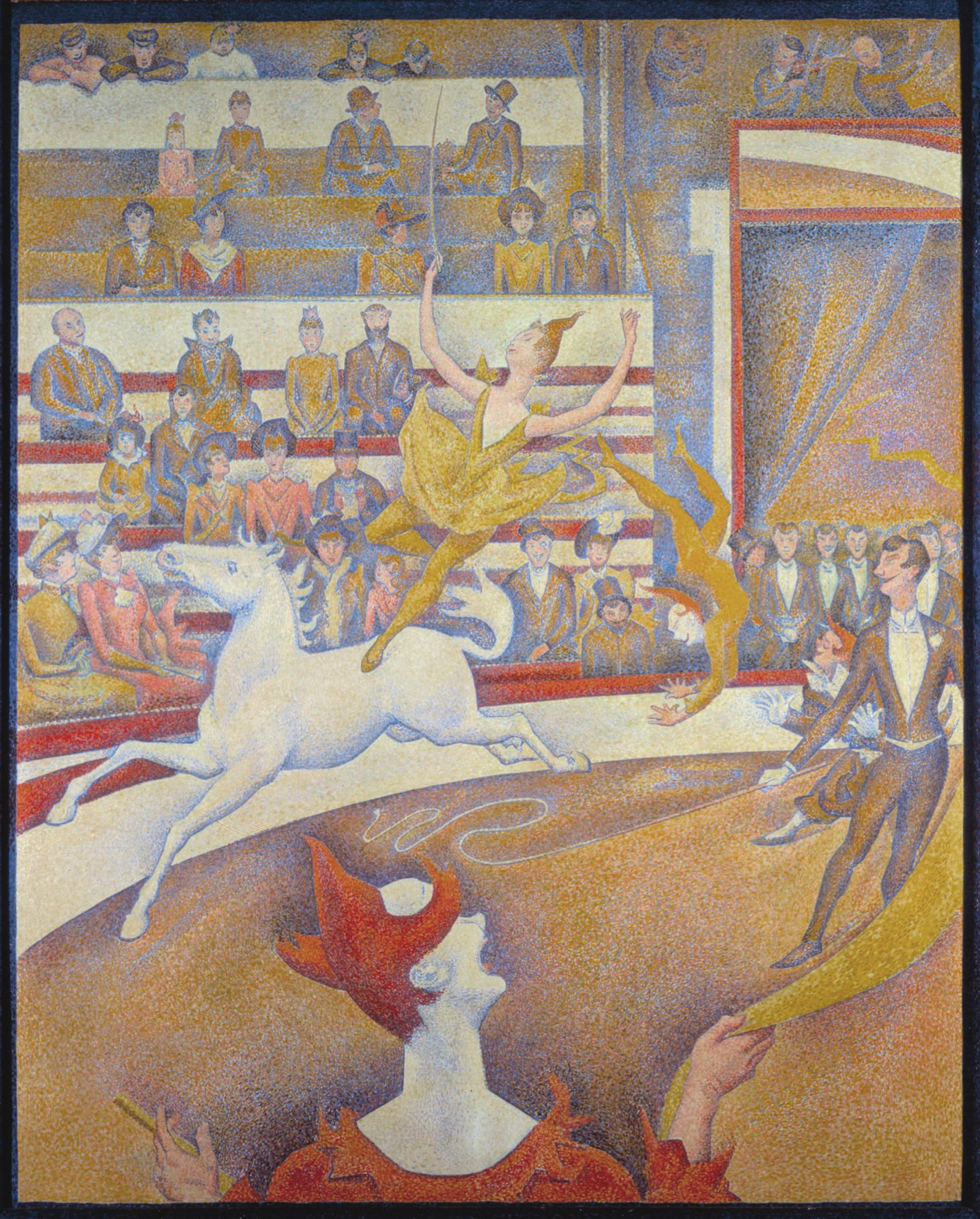
Le monde de fantaisie du cirque est la négation du monde matérialiste de Coketown (Seurat, Le Cirque).

Le monde du cirque contraste totalement avec celui de la classe bourgeoise, mais aussi avec celui des prolétaires. C'est une famille peu conventionnelle, unie par l'affection et le travail, c'est une communauté voyageuse qui crée un monde d'illusion, de fantaisie, d'imagination où, par exemple, comme le souligne Paul Davis, les chevaux sont respectés car les gens du cirque en ont une connaissance directe et non livresque. Dickens oppose l'image que donnent leur mise négligée (they were not very tidy in their private dresses), leur moralité élastique (they were not at all orderly in their domestic arrangements) et leur manque de culture (the combined literature of the whole company would have produced but a poor letter on any subject), à leurs qualités foncières : la gentillesse et l'innocence puérile, une honnêteté absolue, l'instinctive propension à l'entraide et la compassion (there was a remarkable gentleness and childishness about these people, a special inaptitude for any kind of sharp practice, and an untiring readiness to help and pity one another).
Ainsi, tous les projets des personnages centraux tournent mal, aussi bien l'éducation des enfants Gradgrind et le mariage de Bounderby que la tentative de Harthouse pour séduire Louisa ou celle de Mrs Sparsit pour l'évincer ; en revanche, ceux qu'initient les personnes liées au cirque finissent par prospérer  leur intuition, leur expérience et surtout leur altruisme réussissent là ou échoue l'intérêt : ainsi, la troupe intercède en faveur de Sissy lorsque son père a disparu, Sissy prend l'initiative d'éloigner Harthouse de Louisa, Sleary réussit à arracher Tom aux mains de Bitzer.
À travers le personnage de Sleary, qui zozote : « people mutht be amuthed » (« les zens ont bezoin d'amuzement »), Dickens défend le droit des petites gens à se détendre et se distraire honnêtement le dimanche, leur seul jour de repos, s'opposant en cela aux associations religieuses de tendance adventiste ou sabbatienne qui réclament de « sanctifier » strictement le Jour du Seigneur. Déjà en 1836, il avait publié un pamphlet Sunday under Three Heads (Dimanche sous trois têtes), illustré par Hablot Knight Browne, qui s'en prenait à un projet de loi en débat au parlement, le Sabbath Observances Bill.
Pour autant, le cirque, tel que le présente Dickens, s'est trouvé critiqué d'avoir été choisi comme antidote au « fait ». Paul Davis, par exemple, fait remarquer que le vagabondage de ses gens pèse peu au regard d'une institution sociale établie comme le système manufacturier ou l'école, et qu'en tant que contrepoids des effets destructeurs de l'industrialisation à outrance, son pouvoir reste très limité : certes, il sauve Tom de la prison, mais Dickens le fait mourir peu après ; il asseoit la stabilité affective de Sissy, mais échoue à débarrasser Louisa de la malédiction de Coketown ; il change Gradgrind, mais ce dernier devient un objet de mépris pour ses anciens associés et, in fine, le système écrasant l'individu ne se trouve en rien modifié. Ainsi, conclut-il, si sa marginalité rappelle son importance dans les divertissements de l'Angleterre victorienne, sa philosophie de l'imagination « ne pouvait toucher que ceux qui savaient traduire les vérités qu'exprime la prose avinée de Sleary » (« was accessible only to those who could translate the truths in Sleary's boozy prose »).

### Les limites de la critique sociale

#### Roman, traité, ou allégorie?
À en juger par ce qu'écrit Frederick Brereton dans son introduction au roman dans l'édition Collins, le lecteur s'est aujourd'hui habitué à « un roman qui n'est point un roman mais plutôt un traité à peine déguisé de psychologie, de sociologie et de tout autre -ologie à la mode du jour » (« In these later days we have grown accustomed to the novel which is not a novel but rather a thinly disguised treatise on psychology, sociology, or whatever 'ology in the particular fashion of the moment »). Dans les années 1850, ajoute-t-il, il a fallu un courage certain pour rompre avec des conventions reconnues concernant le choix du sujet, le décor, et de s'emparer de la laideur ambiante d'une ville cotonnière du Lancashire comme toile de fond à « une étude pénétrante des avides magnats de l'industrie qui ont prospéré sous la bienveillante protection du laisser-faire » (« a penetrating study of money-grabbing industrialists who flourished under the beneficent protection of laisser-faire »). Et de conclure sa première page en citant Mr Gradgrind qui, cynique, prétend que « le Bon Samaritain fut un mauvais économiste » (« the Good Samaritan was a bad economist »),. En cette matière, Ruskin rend hommage à Dickens, non pour l'histoire racontée qu'il juge « de qualité médiocre » (second-rate), mais bien « parce qu'il offre […] la contribution d'un grand esprit à l'élaboration d'une solution des problèmes sociaux et industriels ayant accablé l'Angleterre victorienne ») (« it offers […] the contribution of a master mind towards a solution of the social and industrial problems which beset Victorian England »).

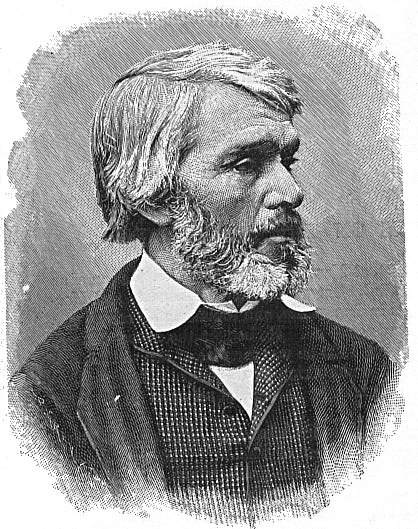
Thomas Carlyle.

Hilary Schor ne partage pas totalement cet avis. Certes, elle reconnaît que Les Temps difficiles se présente bien « comme [le] commentaire d'une crise contemporaine » (a commentary on a contemporary crisis), que le titre retenu pour l'édition en volume (Hard Times for These Times (« Les Temps difficiles de notre temps ») est en soi éloquent, que la dédicace à Thomas Carlyle s'avère de première importance, la vision de ce penseur, déployée au cours des décennies 1840 et 1850 dans Past and Present et Sartor Resartus, ayant profondément influencé Dickens. Mais, argumente-t-elle, il n'en demeure pas moins que le climat social de l'époque est tel que, tout naturellement, le lecteur contemporain s'attend à une œuvre mettant en scène la violence de classe.
Or Les Temps difficiles ne le transporte pas dans une usine, mais dans une salle de classe, et les travailleurs les plus assidus qu'il est conduit à rencontrer sont les artistes d'un cirque ambulant. Les lecteurs d'Elizabeth Gaskell, de Benjamin Disraeli ou de Charles Kingsley doivent avoir été déçus, ajoute-t-elle, d'autant que le représentant de la classe ouvrière ne se montre pas chaud partisan de la lutte à outrance et n'a, pour seule analyse de la crise secouant le pays, que les mots « Quel gâchis ! » (What a muddle!) à proposer, le pauvre bougre terminant le roman et sa vie dans un puits de mine désaffecté en compagnie de l'étoile du soir. À ce titre, le roman lui semble bien moins à-propos que Bleak House terminé l'année précédente : bien que situé dans les années 1830, il « fait écho à tout un éventail de tonalités contemporaines » (« resonates with a range of contemporary key-notes »). La tactique narrative adoptée par Dickens lui paraît expliquer cette ambiguïté, car la présentation métaphorique et analogique prévaut sur l'argumentation : si l'absence d'imagination est responsable des misères sociales, des mariages ratés, des foyers détruits, des replis sur soi égoïstes, alors, certes, l'exemple de Blackpool et de Louisa, identique à une classe sociale près, suffit, conclut-elle, à la démonstration.

#### Une caricature?
Dickens s'est parfois fait reprocher d'avoir seulement caricaturé l'utilitarisme : ainsi Gross et Pearson trouvent sa présentation « creuse et simpliste » (shallow and simplistic), et Kate Flint, reprenant peu ou prou l'analyse de Sylvère Monod, est d'avis que, confondant les problèmes structuraux et sociaux, son enthousiasme pour le cirque relève du sentiment et, de ce fait, ne présente pas une alternative crédible à la dureté de Coketown.
Sylvère Monod, en effet, nuance la critique en commentant le long plaidoyer qu'adresse Stephen Blackpool à Bounderby au chapitre V du deuxième livre (chapitre 21 de l'ensemble) :
« Deed we are in a muddle, sir. Look round town — so rich as 'tis — and see the numbers o' people as has been broughten into bein heer, fur to weave, an to card, an to piece out a livin', aw the same one way, somehows, twixt their cradles and their graves. Look how we live, and wheer we live, an in what numbers, an by what chances, and wi' what sameness; and look how the mills is awlus a goin, and how they never works us no nigher to ony dis'ant object — ceptin awlus, Death. Look how you considers of us, and writes of us, and talks of us, and goes up wi' yor deputations to Secretaries o' State 'bout us, and how yo are awlus right, and how we are awlus wrong, and never had'n no reason in us sin ever we were born. Look how this ha growen an growen, sir, bigger an bigger, broader an broader, harder an harder, fro year to year, fro generation unto generation. Who can look on 't, sir, and fairly tell a man 'tis not a muddle? »
« Nous sommes dans un gâchis, c’est clair. Voyez la ville, riche comme elle est, et voyez tous les gens qui sont venus ici pour tisser, pour carder, pour travailler à la tâche, sans jamais avoir réussi à se donner la moindre douceur depuis le berceau jusqu’à la tombe. Voyez comment nous vivons et où nous vivons ; voyez combien nous sommes à vivre au jour le jour, et cela sans discontinuer ; à présent voyez les manufactures qui marchent toujours sans jamais nous faire faire un pas, excepté vers la mort. Voyez comment vous nous regardez, ce que vous écrivez sur notre compte, ce que vous dites de nous, et comment vous envoyez vos députations au secrétaire d’État pour dire du mal de nous, et comment vous avez toujours raison et nous toujours tort, et comment nous n’avons jamais été que des gens déraisonnables depuis que nous sommes au monde. Voyez comme le mal va toujours grandissant, toujours croissant, comme il devient de plus en plus cruel d’année en année, de génération en génération. Qui peut voir tout cela, monsieur, et dire du fond du cœur que ce n’est pas un gâchis? »

#### «Une énorme platitude» (George Orwell)
Malgré son manque de profondeur, la sincérité de ce discours en fait « la plus complète définition qu'ait jamais donnée Dickens du mal social dans son ensemble », juge Sylvère Monod. Pourtant, la forme dialectale du Lancashire employée, bien qu'elle authentifie les paroles et leur donne plus de poids, « marque aussi le détachement potentiel du romancier qui ne prend pas cette peinture tout entière à sa charge ». Contrairement aux remarques de David Copperfield sur le Parlement qui « sont formulées en un style tout dickensien et appartiennent à l'auteur autant qu'au personnage », ici, Blackpool, esprit ignorant et confus, n'a que de vagues reproches à exprimer : il met l'accent sur la confusion (le « gâchis ») (the muddle) du système et la monotonie de l'existence des ouvriers (sameness), aspects du problème social qui paraissent aujourd'hui bien secondaires. Et Sylvère Monod conclut son propos en approuvant George Orwell qui écrit en substance que le message de Dickens « paraît, à première vue, d'une énorme platitude : si les gens voulaient bien se conduire convenablement, le monde entier serait un endroit convenable »,.
Sylvère Monod rappelle en outre que le passage le plus virulent de critique sociale que Dickens ait jamais écrit, destiné au Magasin d'antiquités, n'a jamais été publié, sans que la raison – censure de John Forster ? Raisons techniques ? – en soit connue : Dickens y flétrit avec vigueur les conditions de vie des travailleurs citadins, condamnés à vivre dans des logements insalubres. Dans sa jeunesse, le romancier était donc capable de se déchaîner avec efficacité contre un abus déterminé. « De là à construire une théorie cohérente pour résoudre les problèmes de la société, il y a cependant un abîme. Et cet abîme, malgré sa résolution de « frapper un grand coup », il ne l'a pas franchi dans Hard Times. »

#### «Un socialisme sentimental» (Sylvère Monod)
La raison en est que la partie constructive de la critique sociale reste inexistante. Sylvère Monod en veut pour preuve les chapitres consacrés à l'agitation syndicaliste chez les ouvriers de Coketown. Dickens s'est rendu à Preston au cours d'une grève, et, quelles qu'aient été ses raisons, peut-être son horreur de la foule, la peinture qu'il fait des agitateurs est des plus défavorables. Douze années plus tard George Eliot en proposera une impression analogue dans Felix Holt (titre complet : Felix Holt, the Radical), et pourtant « George Eliot est sans contexte un […] penseur plus « avancé » que Dickens ». Toujours est-il que l'attitude de Stephen Blackpool, mis en quarantaine par ses compagnons pour avoir refusé d'adhérer à un mouvement, la grève, dont il comprend la raison d'être tout en en appréhendant les conséquences, puis qui est congédié par son patron justement parce que, devant lui, en expliquant pourquoi ils ont agi comme ils l'ont fait, il se solidarise de fait avec ses camarades, n'est jamais expliquée de façon convaincante. Aussi, puisqu'il s'agit là d'un ressort capital de l'intrigue, « la réticence de Dickens à l'égard des organisations ouvrières nuit gravement à la thèse de défense des ouvriers qui est la pensée principale de ce livre ». « Socialisme sentimental », telle est peut-être, propose Monod en conclusion, l'expression résumant le mieux l'attitude de Dickens : il a conscience de l'existence d'un problème ; ce problème suscite son émotion plus que sa réflexion ; les solutions qu'il entrevoit ressortissent presque toujours au paternalisme : c'est à la bonté des employeurs qu'il s'en remet pour assurer de façon éclairée à l'ouvrier son droit à une existence décente, ce qui, et cela Dickens ne fait que le constater, n'est pas encore inscrit dans les faits.

### L'idéal du foyer et le thème du divorce

#### «Sweet Home, le lieu de toutes les vertus» (John Ruskin)

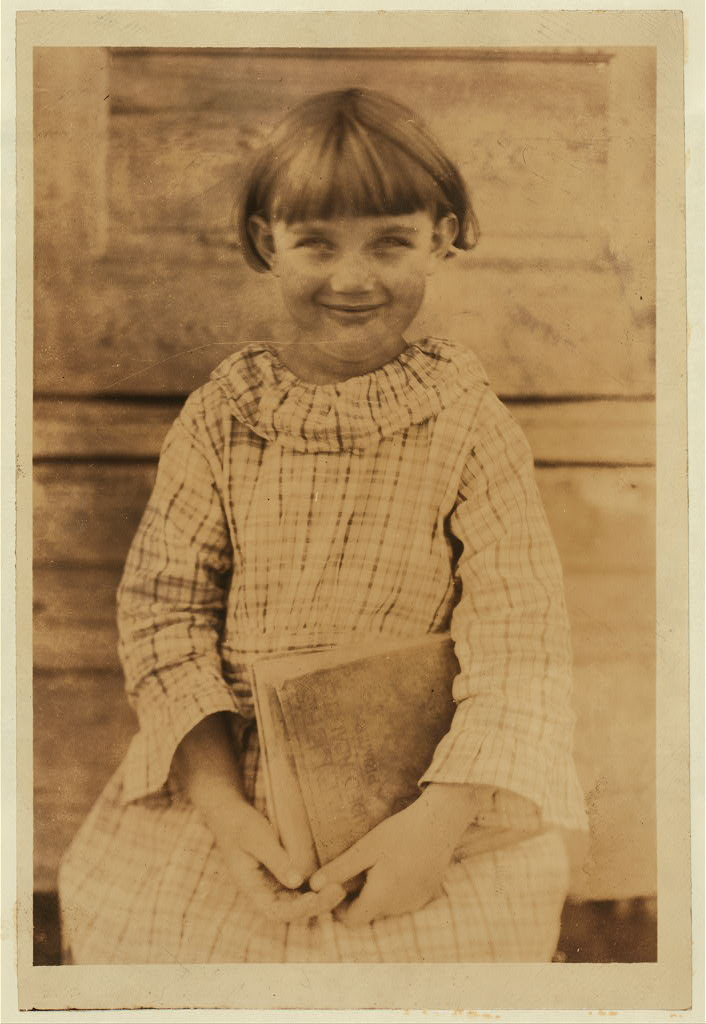
Portrait, par Lewis Hine, d'une fillette (a sissy), le premier jour d'école.

La famille est au centre des préoccupations victoriennes et le foyer, le Sweet Home, le lieu de toutes les vertus, comme le rappelle John Ruskin en 1865 dans Sesame and Lilies : « un jardin clos, un refuge […], une place sacrée, un temple de vestales » dans lequel l'homme pouvait retrouver le sens du sacré menacé, dans le monde extérieur, par le profit et la rentabilité.
Plus que les relations conflictuelles entre patrons et ouvriers, Dickens s'attache aux relations des individus entre eux, plus particulièrement dans la sphère privée, la famille. Au début du roman, il pose la question : est-il possible qu'il y ait une analogie entre le cas des petits Gradgrind et la population de Coketown ? La vie à Stone Lodge est d'une monotonie désespérante de mécanique. Louisa a conscience que l'éducation purement rationnelle qu'elle a reçue a étouffé en elle toute féminité et ne lui permet pas de tenir le rôle dévolu à la femme : faire de son foyer un lieu d'élégance, de paix, un refuge.
Les valeurs de compassion, d'intérêt pour autrui se trouvent dans la famille non conventionnelle mais épanouie des gens du cirque. C'est là que Sissy Jupe a grandi. Recueillie chez les Gradgrind, elle y apporte de la douceur et de la tendresse, ce « quelque chose, pas du tout une Ologie », dont Mrs Gradgrind ne trouve pas le nom, sur son lit de mort (« something, not an Ology at all, that your father had missed, or forgotten, Louisa »), transformant progressivement par l'amour et la gratitude, l'atmosphère de la maison, comme le reconnaît Mr Gradgrind à la fin : « Ce que la tête n'a pas fait, et ne pouvait pas faire, le cœur a pu l'accomplir silencieusement. »
Rachel, qui porte symboliquement le nom d'un personnage de la Genèse, joue, par sa douceur et sa compassion, le même rôle auprès de Stephen. Personnage stéréotypé, figure protectrice et sacrificielle, guide spirituel, elle est cette créature idéale, l'Ange de la maison, qu'il nous faudra bien tuer, si nous voulons être libérées, affirme Virginia Woolf. Mais, comme le remarque Jean Fergusson Carr, Dickens, qui soutient la cause des femmes opprimées, renforce paradoxalement les stéréotypes et les contraintes qui les limitent.
 Hard Times suggère ainsi que, par leurs qualités éminemment féminines, les femmes ont le pouvoir de contrecarrer les effets négatifs de l'industrialisation, mais aussi que la compassion est nécessaire pour restaurer l'harmonie sociale.

#### Le thème du mariage et du divorce
Outre l'industrialisation utilitariste et l'éducation, le roman traite d'un troisième thème bien spécifique, « le thème du mariage et du divorce » (the marriage and divorce theme), tissé dans la texture narrative à travers les personnages de Louisa et de Blackpool.
Lorsque la question du divorce est évoquée, il est habituel de se référer aux difficultés conjugales de l'auteur. De fait, les relations de Dickens et de sa femme Catherine sont alors très détériorées (ils se sépareront, mais ne divorceront pas, en 1858). Mais il y a aussi le projet de loi A Divorce and Matrimonial Causes Bill discuté au parlement cette même année 1854. En outre, deux essais, l'un d'Eliza Lynn, l'autre de W. H. Wills, paraissent dans Household Words, le premier, et ce n'est point une coïncidence, en même temps que les chapitres 9 et 10 du roman au cours desquels la femme alcoolique de Stephen apparaît pour la première fois, ce qui l'empêche d'épouser Rachel qu'il aime,.
Anne Humpherys pense que ce thème matrimonial est déjà visible dans le découpage du roman en trois livres, semailles, moisson et engrangement symbolisant le processus de procréation. Les trois parties, d'ailleurs, se réfèrent directement à l'histoire du mariage de Louisa : les semailles correspondent à la demande de Bounderby, la douloureuse entrevue de la jeune fille avec son père et au mariage qui s'ensuit ; la moisson se termine par son ultime arrachement aux avances séductrices de Harthouse et sa fuite désespérée du domicile conjugal pour rejoindre la demeure paternelle qu'elle ne quittera plus ; l'engrangement, que le narrateur ne résume que brièvement, c'est la vie solitaire qui lui est laissée pour toute récompense de sa vertu.
D'ailleurs, comme le fait remarquer Tony Tanner, tous les mariages dans Les Temps difficiles sont désastreux, sans qu'aucun soit jamais réparé, corrompus qu'ils sont par l'absence d'imagination et de compassion ayant dès le départ gauchi les jeunes esprits : Mrs Sparsit a été poussée dans une union avec un jeune écervelé qui l'a laissée sur la paille à sa mort ; Mrs Gradgrind, réduite à une quasi-imbécilité par un mari censurant toutes ses pensées, meurt dans le déni de sa souffrance ; Louisa est offerte comme un objet au meilleur ami de son père et cède au chantage affectif de son manipulateur de frère. Dickens, ajoute Anne Humpherys, se garde bien de donner les détails de sa vie de femme mariée et aussi des sentiments qui l'animent lors des tentatives de séduction de Harthouse. Quant au mariage lui-même, le lecteur sait d'emblée, mais sans que les choses soient expressément dites, que l'union à laquelle elle a consenti « est une abomination ».
Le paradigme (keynote) du mauvais mariage, cependant, reste celui de Stephen Blackpool, lié à une épouse alcoolique et apparemment criminelle. Mr Bounderby, à qui il vient demander son avis pour se « débarrasser de cette femme », lui reproche ses opinions impies, ce à quoi opine Mrs Sparsit, et lui fait, sans ménagement, une description précise des modalités. Obtenir un divorce est un véritable parcours d'obstacles : prix prohibitif, complications légales, ostracisme moral ; son coût le réserve aux classes aisées. Se pose alors une double question : l'accessibilité financière du divorce et les causes retenues pour le prononcer. Anne Humpherys précise que, justement, seul Stephen Blackpool, s'il avait pu en assumer le coût, aurait sans doute légalement pu y prétendre et être autorisé à se remarier. En revanche, Bounderby est tout à fait en droit d'exiger que son épouse regagne le foyer le lendemain à midi, sous peine de se voir couper les vivres. À dire vrai, la loi ne retient que l'adultère féminin, celui de l'homme étant assorti, pour être reconnu, de tout un attirail criminel, car doit s'y ajouter l'inceste, le viol, la sodomie, la bestialité, ou une extrême cruauté,.

## La manière d'écrire

### Caractérisation des personnages

#### Un réalisme conventionnel
Les Temps difficiles, malgré son caractère allégorique, est considéré comme relevant d'un réalisme conventionnel. Trois personnages, en particulier, y représentent les trois classes structurant la société : James Harthouse appartient à la classe supérieure, Josiah Bounderby à la classe moyenne et Stephen Blackpool vient du peuple.
La classe supérieure est la minorité que l'oisiveté pousse à l'aventure : Harthouse ne se rend à Coketown que pour trouver de quoi se divertir, car il est rongé par l'ennui ; rompu à la manipulation, il excelle à se jouer des émotions d'autrui, en particulier de Louisa sur qui il a jeté son dévolu.
Josiah Bounderby se bâtit une légende selon laquelle sa réussite n'est due qu'à son seul mérite et à son labeur acharné : lui, au moins, n'a pas le temps de s'ennuyer ; ayant vaincu tous les obstacles (une santé déficiente, la misère, la solitude), il s'est battu bec et ongles et a gagné sa récompense. Le narrateur débusque son hypocrisie, sa vulgarité, son indécence fanfaronne, mais cette dernière a suffi pour lui assurer l'estime et le respect de la bonne société.
Quant à Stephen Blackpool, il incarne à lui seul le martyre de la condition ouvrière : excellent travailleur, il se sent trahi par le représentant syndical dont le nom, Slackbridge (« pont chancelant »), suffit à dénoncer l'inutilité comme lien entre les employeurs et leur main-d'œuvre. Pour avoir été honnête avec lui-même, il se trouve à la fois rejeté par ses camarades sur le plan professionnel et mis à pied par son patron. Dans sa vie privée, régie par le système en vigueur, son amour pour Rachel est d'emblée condamné, sa femme indigne mais légitime, disparue depuis longtemps, revenant inopinément se rappeler à son bon souvenir.
Ces trois personnages, écrit Bryan McLucas, à la différence de beaucoup d'autres rencontrés dans les romans de Dickens, sont tout à fait crédibles, bien ancrés dans la réalité de leur temps.

#### Les noms propres

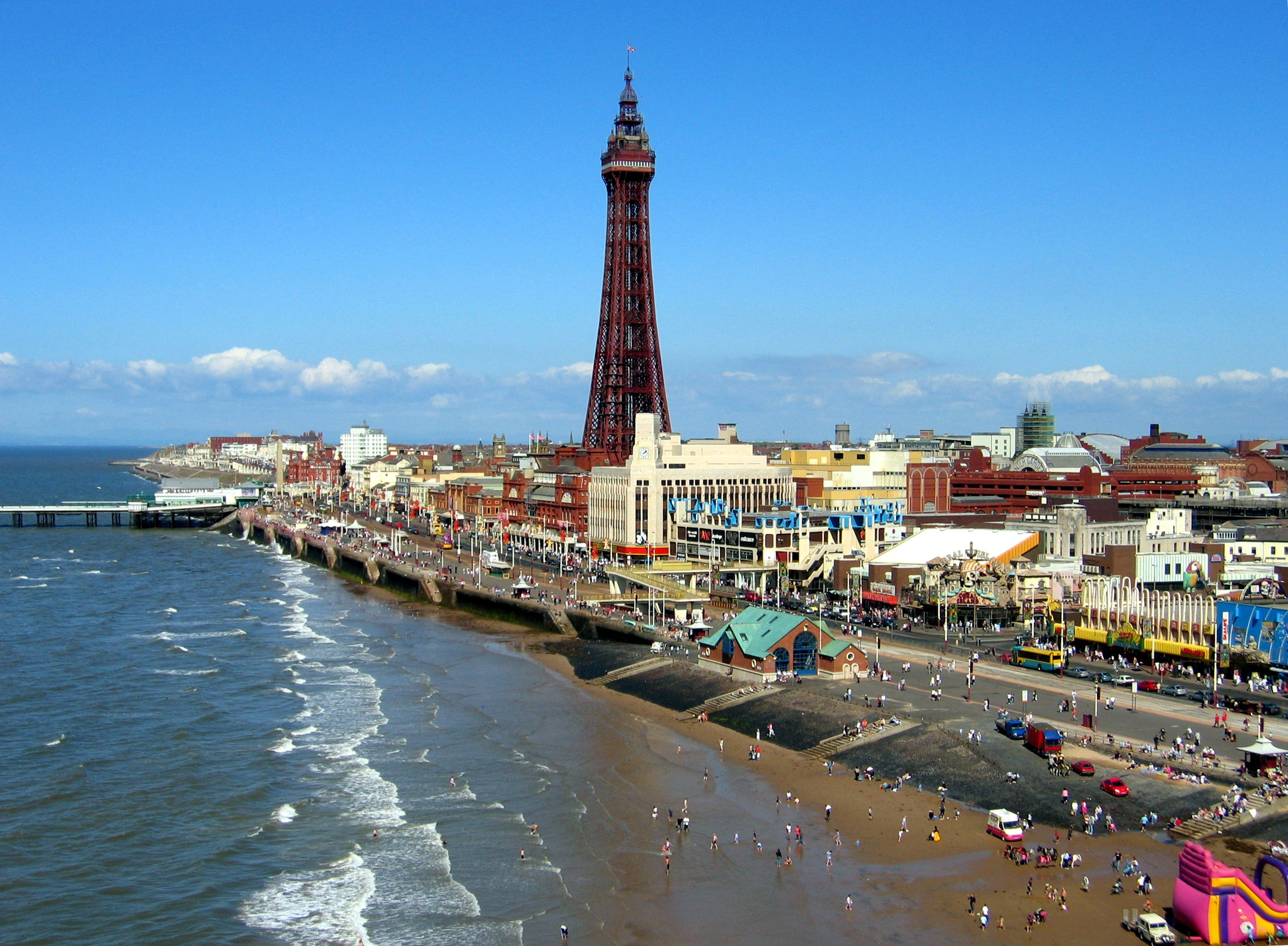
Blackpool aujourd'hui.

Le patronyme de la plupart des personnages est en soi évocateur. Le maître d'école se nomme M'Choakumchild ; constitué de to choke (= étouffer en obstruant) et de child (enfant), ce nom évoque, par sa sonorité initiale (M'Ch) le gavage éducatif auquel il les soumet. Bounderby, dont le nom est construit sur bounder (malotru, goujat) pourrait être traduit par Plastronneur. Le nom de Gradgrind, outre qu'il comporte une allitération très dure en [-g] est construit sur grad (notion d'études, de diplôme) et to grind (moudre) ; il fait écho à l'aspect physique de Thomas Gradgrind, avec sa grande bouche mince et dure, sa voix sèche et inflexible et ses épaules carrées. Le nom de Mrs Sparsit est proche du mot sparsity, qui signifie « rareté » et évoque la ladrerie et la lésinerie. Dans le nom de Bitzer, on entend bitter (amer) et le « Bzz » de la mouche du coche. Slackbridge fait mentir son nom, lui qui n'est ni mou ou relâché (slack) ni créateur de rapprochement (bridge). Si le patronyme de Stephen, Blackpool, est un nom anglais réel (il existe une ville de ce nom sur la côte nord-ouest de l'Angleterre), il évoque aussi une mare, une nappe d'eau stagnante (pool) et noire (black).
Les noms de lieux sont aussi éloquents, à commencer par celui de Coketown, la ville du coke, qui résume à lui seul son aspect noyé dans les fumées noires des machines fonctionnant au charbon. Même le nom de la demeure des Gradgrind, Stone Lodge (pavillon de pierre), fait écho à l'inflexible rigidité de son propriétaire.

#### Le cas de Bounderby
Pour Chesterton, les personnages de Bounderby et Gradgrind sont décrits avec « une dureté et une sombre aversion bien différente de la dérision à moitié affectueuse » avec laquelle il traite ses autres bouffons, le pompeux Sir Leicester Dedlock de Bleak House, le grotesque Bumble d'Oliver Twist ou l'inepte Tigg Montague de Martin Chuzzlewit.
Par le récit récurrent de son enfance misérable et sa réussite sociale, Bounderby s'affiche comme un symbole de réussite exemplaire, preuve que la possibilité de mobilité sociale est donnée à tous, et suggérant que, si les ouvriers sont misérables, c'est par manque d'ambition et de discipline. Mais Bounderby est un hypocrite et un mystificateur, qui s'est créé un personnage de toutes pièces, ce qu'on découvre lorsque Mrs Pegler, sa vieille mère, dévoile la vérité : loin d'avoir été abandonné, il a eu des parents aimants qui se sont privés pour qu'il ait une bonne éducation, et sa mère éprouve pour lui une affection inaltérable.
Bounderby est l'image, à peine exagérée, des capitaines d'industrie qui ont supplanté les propriétaires terriens, maîtres de l'ordre ancien. Alors que, dans l'Angleterre rurale, la terre, la naissance et l'appartenance à une lignée déterminaient la hiérarchie sociale, dans une période d'industrialisation rapide et de capitalisme triomphant, c'est l'argent qui donne le pouvoir. En créant ce personnage particulièrement odieux, vain, vulgaire et finalement ridiculisé, Dickens laisse entendre que ces nouveaux riches font une mauvaise utilisation de leur argent et de leur pouvoir, contribuant à augmenter l'injustice et le malentendu (muddle) entre riches et pauvres (Stephen parle de « gâchis » ou de « brouillamini », selon les traductions). Il suggère aussi que la mobilité sociale est peut-être un mythe et qu'il n'est pas possible aux ouvriers de s'en sortir par leurs propres moyens et sans appui extérieur.

#### Louisa: une «descente» à la Emma Bovary

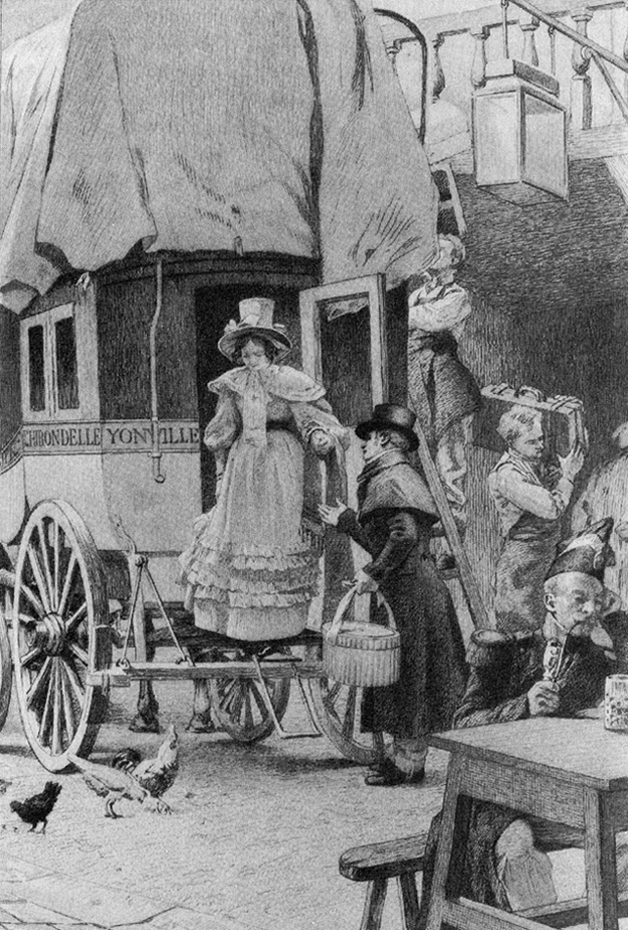
Emma Bovary (Alfred de Richemont).

Dans les chapitres traitant de ce que Mrs Sparsit appelle « la longue descente » de Louisa sur l'escalier surgi de son imagination, descente à laquelle Louisa met un terme par un sursaut de dignité, Dickens décrit les attentes de la jeune femme, ses frustrations et ses rêves d'une façon qui n'est pas sans rappeler celles de Balzac dans La Femme de trente ans (1842) et surtout de Flaubert dans Madame Bovary, qui sera publié trois années seulement après Les Temps difficiles, en 1857,.

##### Mrs Sparsit, narratrice déléguée
La grande différence, cependant, est que la description de la « descente » de Louisa est entièrement laissée à Mrs Sparsit à qui Dickens délègue ses pouvoirs de narrateur, lui confiant le rôle d'observatrice, de commentatrice et d'interprète des événements dont elle est le témoin. Le narrateur omniscient qu'il est prétend s'écarter un instant et manipule son intermédiaire à distance. Désormais, avec elle et à travers elle, le lecteur suit Louisa et Harthouse dans le jardin, puis dans la clairière de la forêt. Cependant, la clairvoyance, au sens narratif du terme, ne lui est pas transmise : les états d'âme de Louisa apparaissent donc au second degré, tels que Mrs Sparsit les imagine et les reconstruit à sa façon. Cette technique préserve un élément de suspense jusqu'au bout, car, lorsque Louisa sort encapuchonnée de la maison, le lecteur a été poussé à penser qu'elle part rejoindre Harthouse pour s'enfuir avec lui, et ce n'est qu'au moment où Mrs Sparsit la perd de vue à Coketown que Dickens, reprenant la main et laissant ironiquement sa déléguée dans l'inconnu, provoque un coup de théâtre et la conduit jusqu'à la demeure de  Mr Gradgrind.

##### La programmation castratrice de Louisa
Autre différence : Louisa a été programmée pour que l'imagination soit absente de son être, alors qu'Emma, grande liseuse de contes romanesques, a d'emblée la tête bouillonnant de rêves et d'illusions. C'est par la force des choses que l'héroïne de Dickens découvre en elle des sensations et des désirs qu'elle ne soupçonnait même pas. Il lui aura fallu un mariage sans amour avec un homme en âge d'être son père, de plus consenti pour servir les intérêts d'un frère bien-aimé qui s'avère n'être qu'une petite crapule, et l'arrivée charmeuse d'un escroc du sentiment sachant parler, pour éveiller des pensées innées mais refoulées depuis la tendre enfance. En somme, ce qui renaît en Louisa, c'est l'émerveillement de l'innocence dont elle a été frustrée, et alors qu'Emma sombre volontiers dans la faute, Louisa trouve dans sa conscience morale le courage de se ressaisir au dernier moment.

##### Des accents flaubertiens
Il n'en demeure pas moins que certains passages, même filtrés par le regard et la voix de Mrs Sparsit, annoncent les accents flaubertiens. Ainsi, au chapitre intitulé « Plus bas, toujours plus bas » (Lower and lower) (II, 11), se rencontre celui-ci :
« Mrs. Sparsit saw him detain her with his encircling arm, and heard him then and there, within her (Mrs. Sparsit’s) greedy hearing, tell her how he loved her, and how she was the stake for which he ardently desired to play away all that he had in life. The objects he had lately pursued, turned worthless beside her; such success as was almost in his grasp, he flung away from him like the dirt it was, compared with her. Its pursuit, nevertheless, if it kept him near her, or its renunciation if it took him from her, or flight if she shared it, or secrecy if she commanded it, or any fate, or every fate, all was alike to him, so that she was true to him, - the man who had seen how cast away she was, whom she had inspired at their first meeting with an admiration, an interest, of which he had thought himself incapable, whom she had received into her confidence, who was devoted to her and adored her.

All this, and more, in his hurry, and in hers, in the whirl of her own gratified malice, in the dread of being discovered, in the rapidly increasing noise of heavy rain among the leaves, and a thunderstorm rolling up - Mrs. Sparsit received into her mind, set off with such an unavoidable halo of confusion and indistinctness, that when at length he climbed the fence and led his horse away, she was not sure where they were to meet, or when, except that they had said it was to be that night. »
« Mrs Sparsit le vit retenir Louisa avec le bras dont il l’entourait, et elle l’entendit au même instant, d’une voix dont pas un son n’échappait à son oreille avide, déclarer qu’il l’adorait, qu’elle était le seul prix pour lequel il voulait risquer tout, sa vie même. Le but le plus envié de ses désirs n’était plus rien auprès d’elle ; le succès électoral qu’il tenait presque dans la main, il le rejetait loin de lui, comme un vil intérêt, en comparaison de son amour. Il ne continuerait à s’en occuper que s’il y trouvait un moyen de se rapprocher d’elle ; il y renoncerait s’il devait l’en éloigner ; il fuirait si elle voulait fuir avec lui, ou il entourerait leur amour de mystère si elle l’ordonnait ; il accepterait le sort qu’elle voudrait lui faire, quel qu’il fût ; tout lui était égal, pourvu qu’elle se donnât fidèlement à l’homme qui avait compris son délaissement et son sacrifice, à l’homme auquel elle avait inspiré dès le premier jour une admiration, un intérêt qu’il ne se croyait plus capable de ressentir, à l’homme qui avait obtenu sa confiance et qui la méritait par son dévouement et sa passion.

Toutes ces paroles prononcées, écoutées à la hâte, furent recueillies par Mrs Sparsit au milieu du trouble de sa malice satisfaite, de la crainte de se voir découverte, du bruit croissant d’une lourde pluie qui s’abattait sur les feuilles et d’un orage qui se rapprochait en grondant. Mrs Sparsit les recueillit toutes, mais tellement enveloppées d’un brouillard inévitable de confusion, que, lorsque James Harthouse escalada la barrière de clôture et emmena son cheval, l’espionne en défaut n’était pas bien sûre de l’endroit où les amants devaient se retrouver, ni de l’heure exacte ; elle savait pourtant qu’ils s’étaient donné rendez-vous pour cette nuit. »
L'acteur de cette scène est Harthouse, Louisa semblant rester passive. Toutefois, son absence de résistance en dit long sur l'écho que suscitent en elle les doucereuses paroles de son compagnon d'escapade. Mrs Sparsit est en poste, à une distance idéale lui permettant de voir, puisque la nuit n'est pas tombée, et surtout d'entendre, du moins jusqu'à ce que l'orage couvre au moment crucial les paroles échangées. Louisa, en quelque sorte, se lit en creux à travers Harthouse : le bras qui l'encercle n'est point repoussé, sans doute n'a-elle jamais connu si agréable empressement ; les doux mots dont elle est l'objet, témoignant d'une ardeur nouvelle, sont acceptés ; le lecteur sent bien que la déclaration d'amour, sincère ou non (on ne sait à ce stade de l'histoire), l'invitation à la fuite (prélude à l'adultère, ce péché mortel de la femme mariée), ici répétées, éveillent la tentation sans qu'aucune protestation soit prononcée, car elles ont préalablement été reçues dans la « confiance ». Cette carte du tendre insolite pour elle, elle la savoure, l'approuve peut-être, et ce n'est qu'au moment décisif de passer à l'acte que se produit le sursaut : Louisa s'enfuit, certes, mais seule ; Harthouse a été le catalyseur ayant transmuté la frustration en détermination, l'aventure possible en courage, la tentation en abnégation.

##### Les mots d'Emma et le silence de Louisa
Emma Bovary, elle, cède facilement aux émois que lui révèle Rodolphe, cette copie conforme de Harthouse, gentilhomme aimant les femmes, décidé à conquérir Emma pour sa beauté mais surtout par ennui, et plus tard Léon : le processus de séduction est le même, seul en diffère le résultat. Il est loisible d'imaginer que les paroles d'Emma correspondent à celles que Louisa brûlerait de prononcer, mais qu'elle ne dit pas, celles dont Flaubert disait qu'elles chantent une âme : « Oh ! c’est que je t’aime ! reprenait-elle, je t’aime à ne pouvoir me passer de toi, sais-tu bien ? J’ai quelquefois des envies de te revoir où toutes les colères de l’amour me déchirent. Je me demande : « Où est-il ? Peut-être il parle à d’autres femmes ? Elles lui sourient, il s’approche… » Oh ! non, n’est-ce pas, aucune ne te plaît ? Il y en a de plus belles ; mais, moi, je sais mieux aimer ! Je suis ta servante et ta concubine ! Tu es mon roi, mon idole ! tu es bon ! tu es beau ! tu es intelligent ! tu es fort ! ». Selon Mrs Sparsit, Louisa reste muette, sans doute pour plusieurs raisons : elle ne dispose pas du vocabulaire amoureux dont l'a privée le manque d'imagination inculqué depuis son enfance, elle découvre non sans frayeur des sensations dont elle ignorait jusqu'à l'existence, elle garde en elle un restant de la philosophie du « fait » qui finit, et c'est son seul rôle positif dans cette histoire, par lui donner la force de briser le cercle vicieux d'un mariage contre nature et la tentation de l'aventure coupable.

### «Un récit en raccourci» (Anne Humphrey)

#### Emploi récurrent de figures de rhétorique
D'après Anne Humphrey, Hard Times souffre de l'obligation qu'a son auteur d'écrire et de publier sous un format réduit qui ne lui convient pas. Habitué qu'il est à l'espace des trente-deux pages mensuelles, d'un coup, il lui faut se plier, à l'encontre de ses propensions narratives, aux exigences du resserrement hebdomadaire. S'ensuit une impression permanente de raccourci, de court-circuit même : intrigue quasi unique et de caractère abstrait, personnages limités en nombre, simplification des données philosophiques, manque d'interaction entre les personnages, bref, un roman d'une minceur toute didactique, une fiction propulsée par une thèse (a thesis-driven fiction).
Cette compression a pourtant, selon la même critique, un effet bénéfique, l'emploi récurrent de figures de rhétorique capables de traduire d'un coup une émotion, une atmosphère, au point qu'Ephraim Sicher peut écrire que la métaphore devient le thème central du roman, dans la mesure où elle contrecarre et annihile par sa seule présence la langue de l'utilitarisme, donc l'utilitarisme lui-même.
De fait, au-delà de la diffusion en épisodes, la présentation hachée de l'intrigue et les ruptures du récit copient métaphoriquement le comportement de la société industrielle et utilitariste de Coketown qui fractionne tout en tableaux et en statistiques. Les petites histoires des habitants se juxtaposent et s'empilent, apparemment sans liens entre elles au début, jusqu'à ce que le narrateur omniscient les tresse entre elles, tandis que le temps, fabriquant du « matériau humain », poursuit inexorablement sa course linéaire et « apporta ses saisons changeantes jusque dans ce désert de fumée et de briques, et fit là la seule opposition qu’on eût jamais osé faire dans cette cité à l’odieuse uniformité de la vie qu’on y menait » (« it brought its varying seasons even into that wilderness of smoke and brick, and made the only stand that ever was made in the place against its direful uniformity »).

#### «Penchant pour les symboles et les allégories» (Sylvère Monod)
Dickens, note Sylvère Monod, fait un effort considérable pour rendre son style plus artistique et, pour ce faire, développe « un penchant pour les symboles et les allégories ». Aussi, dans Les Temps difficiles, se substituent très vite aux objets les symboles choisis pour les représenter, d'où l'aspect ésotérique de certains paragraphes. Ainsi, au chapitre 11 : « The Fairy Palaces burst into illumination […] and all the melancholy mad elephants, polished and oiled up for the day's monotony, were at their heavy exercise again » (« Les palais enchantés s’illuminent tout à coup […] et tous les éléphants mélancoliques, polis et huilés pour le monotone travail de la journée, recommencent leurs lourds exercices »). Pour qui ne sait pas que les Fairy Palaces sont les usines, et les elephants les pistons des machines, la phrase demeure incompréhensible.
Un autre passage fait naître une allégorie souvent utilisée dans les chapitres suivants, celle de l'escalier, en quelque sorte l'inverse de l'échelle de Jacob : Harthouse courtise Louisa ; Mrs Sparsit les observe :
« Now, Mrs. Sparsit was not a poetical woman; but she took an idea in the nature of an allegorical fancy, into her head. Much watching of Louisa, and much consequent observation of her impenetrable demeanour, which keenly whetted and sharpened Mrs. Sparsit’s edge, must have given her as it were a lift, in the way of inspiration. She erected in her mind a mighty Staircase, with a dark pit of shame and ruin at the bottom; and down those stairs, from day to day and hour to hour, she saw Louisa coming. »
« Or, Mrs Sparsit n’était pas une femme poétique ; comment donc se fit-il qu’il lui passa par la tête une idée formulée par une allégorie ? À force de surveiller Louisa, d’observer cette allure impénétrable qui aiguisait la curiosité, elle finit par s’élever à la hauteur de l’inspiration. Elle érigea dans son esprit un immense escalier, au bas duquel se trouvait le sombre gouffre de la honte et du déshonneur ; et de jour en jour, d’heure en heure, elle voyait Louisa dégringoler par degrés cet escalier. »
Comme le note Anne Humphrey, cette métaphore a une double fonction : elle représente la lente descente de Louisa vers l'adultère et elle permet à Dickens de condenser son récit sans avoir à décrire par le menu les scènes où Harthouse déploie son art de la séduction ; seuls demeurent en jalons, ponctuant l'inexorable chute, quelques épisodes mettant en scène Harthouse et Tom, et deux face-à-face entre Harthouse et Louisa. Pour le reste, suffisent les références de Mrs Sparsit à l'escalier surgi de son imagination.

#### Métaphores de la nature
De même est personnifiée la marche du temps, nommé ironiquement, en titre du chapitre 14, The Great Manufacturer (« Le grand manufacturier »), alors que le titre allégorique de chaque livre évoque un monde agricole soumis au rythme des saisons, le désert hivernal étant toutefois repoussé au dénouement, suggérant que le développement de la vie humaine est parallèle aux cycles agricoles et ne peut se définir avec le vocabulaire industriel.
Même si la nature est absente, chassée par l'industrialisation, Dickens l'utilise constamment pour évoquer le monde mécanique. L'image du feu et de la chaleur reviennent de façon récurrente : Louisa brûlée par « un feu qui n'avait rien à consumer » et fascinée par les flammes de la cheminée ; interminables serpents de fumées de Coketown ; Gradgrind « occupé à tamiser et retamiser son tas de cendres parlementaires » à Londres ; en été, « l'atmosphère des palais enchantés ressemblait au souffle du simoun » (« The atmosphere of thoses Fairy palaces was like the breath of the simoom »), les habitants, « épuisés par la chaleur, s'avançaient languissamment à travers le désert », et « la ville avait l'air de frire [dans] une odeur étouffante d'huile bouillante ».

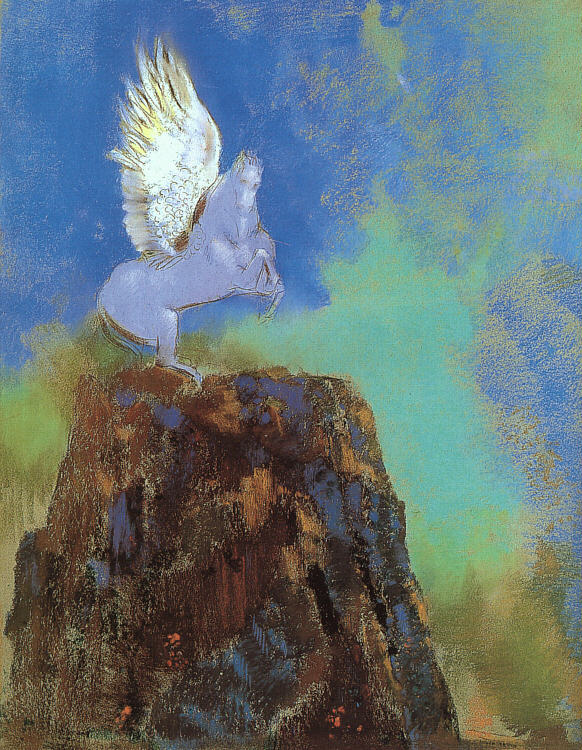
Pégase, par Odilon Redon (1900).

Les objets sont personnifiés : les machines sont des éléphants fous de mélancolie (melancoly-mad elephant) insensibles au chaud et au froid, dont le ronronnement des roues et des pistons (whirr of shafts and wheels) remplace les stridulations des insectes absents (II, 1) ; la gare est saisie d'un tremblement qui se transforme en une véritable maladie de cœur à l'approche du train (II, 11), les ouvriers se penchent sur une « forêt » de métiers à tisser.

#### Pégase
La misérable auberge où logent Sissy et son père s'appelle « Aux armes de Pégase ». Le cheval ailé Pégase représente le désir de s'évader, de s'élever au-dessus du monde matériel, le rêve, l'imagination, la quête spirituelle. Or l'esprit de système bourgeois condamne les personnages à une sorte d'asphyxie morale et spirituelle : l'enseigne est sombre et le petit Pégase de théâtre, derrière le comptoir, est sous verre. L'évasion proposée aux ouvriers consiste seulement en bière, vin et brandy. Ce sont les chevaux du cirque, qui dansent la polka, qui sont capables d'apporter l'indispensable part de rêve.

### Les références bibliques

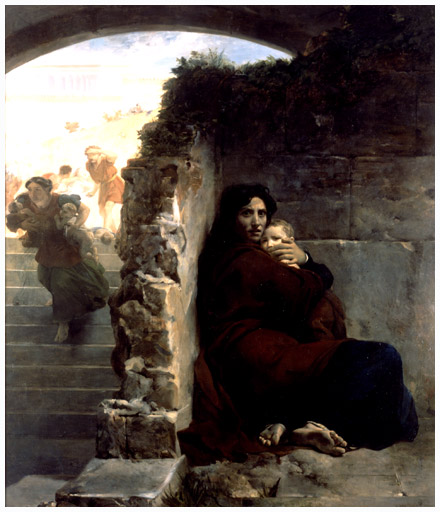
Le thème du Massacre des Innocents a fréquemment inspiré la peinture religieuse (Léon Cogniet).

Elles sont nombreuses, parfois masquées, parfois explicites pour un public anglo-saxon victorien familier des saintes Écritures. Elles apparaissent dès le titre du livre I, Les Semailles (Sowing), qui, avec celui du livre II, évoque un verset de l’Épître de Paul aux Galates (6,7) : « Ce que l'homme sèmera, cela aussi il le moissonnera. » Ce choix montre que, dès le début du roman, Dickens étaie son message par des références au texte (et au message) de la Bible, plus particulièrement celui du Nouveau Testament, mais il émaille aussi son texte de citations de psaumes et d'allusions à l'Ancien Testament.

#### Les Semailles
Les titres des deux premiers chapitres évoquent aussi des réminiscences évangéliques : le premier, The One Thing Needful (« La seule chose nécessaire »), l’Évangile selon Luc, et le deuxième, Murdering the Innocents (« Le meurtre des innocents »), l’Évangile selon Matthieu. Le second est explicite : l'éducation sans fantaisie donnée à Coketown cherche à tuer l'imagination enfantine, les jeunes élèves de l'école de Mr Gradgrind sont chosifiés, réduits à des numéros, des « bouteilles à remplir de faits ».
Le premier, en revanche, est ironique : il est censé établir le statut des faits, or les faits relèvent de la foi, puisque, comme le titre le suggère, Grandgrind croit en eux et à la « religion des faits ». Plus loin (I, 12) les hautes cheminées d'usine se dressent comme des tours de Babel rivalisant de hauteur.
Les références bibliques sont particulièrement nombreuses dans le chapitre intitulé Rachel (I, 13). La jeune femme, qui porte le nom d'un personnage biblique de la Genèse, fait allusion à la femme adultère à laquelle Stephen « ne jettera pas la dernière pierre », ainsi qu'à l'abîme qui sépare les anges d'une « pauvre ouvrière pleine de défauts ». Rachel se conduit comme un bon Samaritain, et Stephen, soumis à la tentation de se suicider et de laisser sa femme boire du poison, est persuadé que sa compassion angélique a « sauvé [son] âme vivante ».
Est présente, au chapitre 25, une allusion à la « trompette suprême », celle du jugement dernier, qui réduira en miettes l'algèbre même.

#### La Moisson

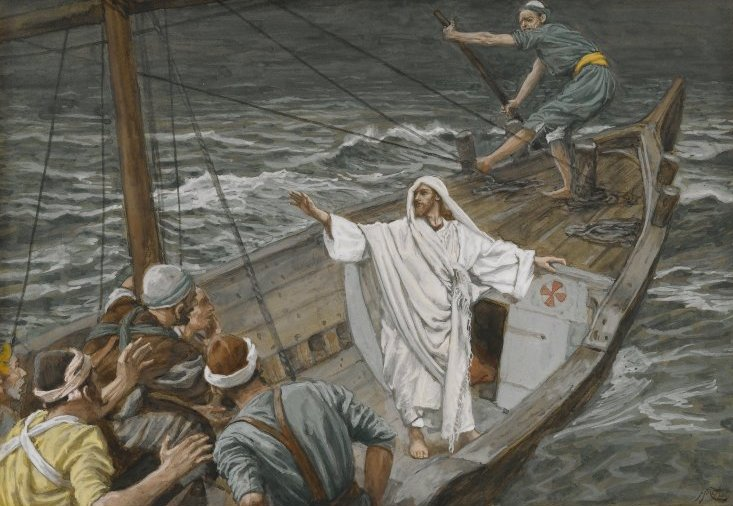
Aquarelle sur vélin de James Tissot, Jésus calmant la tempête (fin XIX).

Slackbridge, dans son premier discours (II, 4), a l'attitude d'un Moïse « tenant la main droite à la hauteur de son bras tendu […] pour apaiser la mer en courroux », à moins que ce soit Jésus apaisant la tempête ; pour évoquer Stephen, qu'il considère comme un traître à la cause ouvrière, il rappelle que « celui qui vendit son droit d'aînesse pour un plat de lentilles a existé et Judas Iscariote a existé » (« But he who sold his birthright for a mes of pottage existed, and Judas Iscariot existed ». Son deuxième discours (III, 4), tout aussi enflammé et à prétentions prophétiques, évoque « le serpent au Jardin d'Éden ».
Quant à Harthouse, « lui, et la légion de ceux à laquelle il appartenait », il est assimilé par le narrateur au Diable en personne (II, 8), d'autant plus dangereux qu'il est « bien mis, doucereux, verni, à la mode du jour » (trimmed, smoothed, and varnished, according to the mode) et que, « fatigué du vice et fatigué de la vertu, indifférent au soufre infernal comme à la félicité céleste » (aweary of vice, and aweary of virtue, used up as to brimstone, and used up as to bliss), il est « prêt à allumer une fournaise » (take to the kindling of red fire).
Lorsque Louisa retourne chez ses parents, sa mère étant mourante (II, 9), toute sa réflexion sur son enfance volée est remplie d'allusions bibliques : la Charité laissant venir à soi les petits enfants, le chemin pierreux de ce monde, les enfants d’Adam. Souvenirs d'une enfance où « l’on a tari toute source dans son jeune cœur » (« Her remembrances of home and childhood were remembrances of the drying up of every spring and fountain in her young heart »), conclus par une remarque désabusée : « Les eaux vives n’étaient point là. Elles coulaient pour fertiliser ce pays où l'on cueille les raisins sur les épines et les figues sur les chardons » (« The golden waters were not there. They were flowing for the fertilization of the land where grapes are gathered from thorns, and figs from thistles »), allusion à un verset de Matthieu (« Cueille-t-on des raisins sur des épines, ou des figues sur des chardons ? »,), combiné à un autre de Luc (« Car chaque arbre est connu par son fruit. On ne cueille pas des figues sur des épines, et l'on ne vendange pas des raisins sur des ronces. »).

#### L'Engrangement
Le troisième livre débute par le chapitre Another Thing Needful (« Une autre chose nécessaire »), qui fait écho au chapitre initial, mais montre la conversion de Grandrind à la sagesse du cœur sous l'influence de la lumineuse Sissy.
Dans le dernier chapitre, qui évoque l'avenir possible des personnages, Dickens se demande si Mr Gradgrind se verra, « vieillard décrépit à cheveux blancs », soumettre ses faits et ses chiffres aux trois vertus que sont la Foi, l'Espérance et la Charité, et « ne plus essayer de moudre cette céleste trinité dans ses petites fabriques poussiéreuses » (making his facts and figures subservient to Faith, Hope, and Charity; and no longer trying to grind that Heavenly trio in his dusty little mills). À la fin, en faisant allusion aux prophéties menaçantes (the Writing on the Wall) que Balthazar (Belshazzar) voit en songe s'écrire sur le mur et qui annoncent sa chute : Mane, mane, teqel, phares, Dickens affirme que, sans les grâces de l'imagination, « les preuves de la prospérité nationale les mieux établies par les chiffres ne sont que des mots écrits sur le mur » (« the plainest national prosperity figures can show, will be the Writing on the Wall »).

### Le style

#### Une comédie raidie
De façon plus générale, Garreth Stewart note que la comédie stylistique se fait plus sombre et plus précise dans Les Temps difficiles. Elle vise surtout Gradgrind et son emphase didactique, raidie comme géométriquement, copie conforme d'un physique à angles droits qu'hérissent, telle (ce qui est une forme d'excuse) une plantation de sapins (as it were firs), quelques épis abritant sa calvitie des ravages du vent : fir (sapin), précise Stewart, se prononce comme fur (fourrure), « convoquant et excluant tout à la fois la douceur et le réconfort à attendre de l'animalité » (« summon and rule out the softness and conforting animality »). Un tel matraquage verbal caricature le personnage en figure de rhétorique ambulante, marionnette se mouvant par saccades à travers les droites avenues de sa certitude.

#### Un humour étiolé
Telle est sans doute la raison pour laquelle Sylvère Monod, écrivant il est vrai en 1953, à une époque où la critique émet encore des jugements de valeur, déplore le manque d'humour dont souffre, selon lui, le roman. Ses seules traces sont, écrit-il, « pâles et affaiblies ». Il les rencontre surtout dans le personnage de Mrs Gradgrind, dont le comique, pourtant, reste assez ténu. C'est que, poursuit Monod, « il y a plus que de la confusion dans l'esprit de Mrs Gradgrind, il y a de la bêtise pure et simple, qui produit quelques effets amusants, mais souvent soulignés avec lourdeur ». Rares sont les étincelles : Monod note que l'exclamation Good gracious me! (« Mon Dieu, mon Dieu !») qui lui est d'abord destinée pour être répétée mécaniquement est progressivement remplacée par un banal « oh! », degré zéro du commentaire. Au moment de mourir, Mrs Gradgrind, semblant avoir épuisé son mince capital comique, se borne à répéter ses principaux mécanismes, surtout le « oh! » qui lui a été assigné. « Son "dernier tour de piste" s'avère donc quelque peu lamentable », écrit Monod et, en dehors d'elle, à part quelques rares saillies isolées, « voilà bien peu de chose au regard du déferlement de la verve comique de Dickens ».

#### «Faisons encore une fois sonner la tonique avant de reprendre l'air» (Charles Dickens)

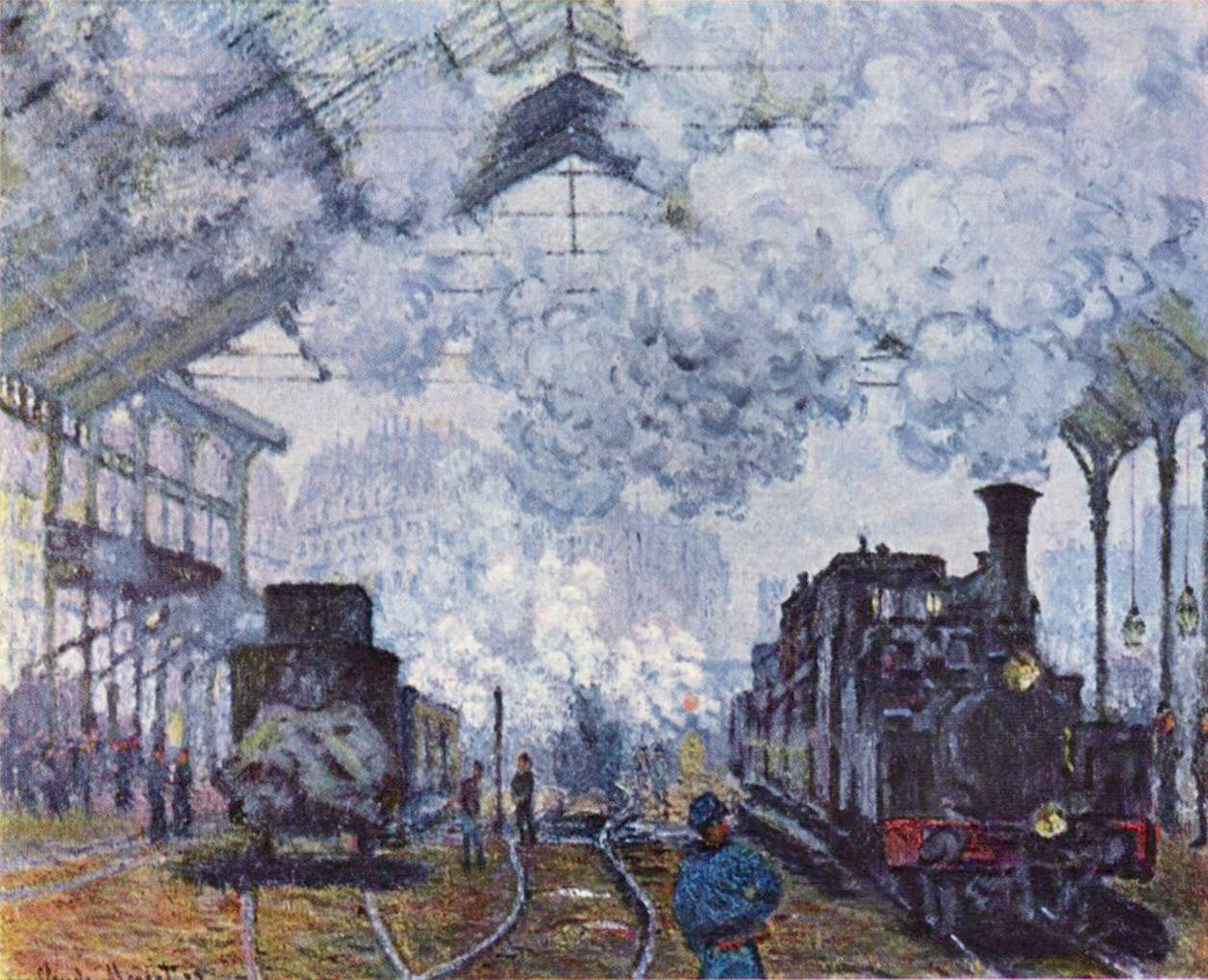
Image impressionniste d'une entrée en gare : Monet, La Gare Saint-Lazare, 1877.

Pourtant, Dickens s'efforce d'imprimer à sa prose une forme de musicalité : dans une phrase du chapitre 8, écho du titre donné au chapitre 5, « The Key-Note » (« la tonique ») entièrement consacré à Coketown, il proclame l'analogie entre son texte et une mélodie : « Allons, faisons encore une fois sonner la tonique avant de reprendre l'air » (« Let us strike the key again before pursuing the tune »). Ainsi, quand il s'attarde sur les choses, le style se relâche parfois à dessein, « parce que l'auteur vise à produire un effet impressionniste », comme dans le bref paragraphe du chapitre 11 du deuxième livre (chapitre 27 de l'ensemble) relatif au rythme du chemin de fer :
« The seizure of the station with a fit of trembling, gradually deepening to a complaint of the heart, announced the train. Fire and steam, and smoke, and red light; a hiss, a crash, a bell, and a shriek; Louisa put into one carriage, Mrs. Sparsit put into another: the little station a desert speck in the thunderstorm. »
« Puis la gare fut saisie d’un tremblement qui peu à peu devint une véritable maladie de cœur et le train fut annoncé. Du feu, de la vapeur, de la fumée, une lumière rouge, un sifflement, un grand fracas, une cloche, un cri d’avertissement, Louise introduite dans un compartiment, Mrs Sparsit dans un autre : et la petite gare un minuscule point désertique sous l’orage. »
Il y a là, écrit Monod, « une véritable désintégration savante du style », puisque les verbes en ont disparu. Pour autant, comme il l'a fait à propos du Conte de deux cités, il déplore la fréquence des effets de répétition : ainsi, le mot fact (« fait »), certes le leitmotiv du roman, se retrouve onze fois en sept lignes au chapitre 2. Il justifie sa réticence en expliquant que, selon lui, un mot ou un groupe de mots répété s'apparente à la reprise musicale d'un thème ou d'un motif, procurant ainsi à l'oreille une satisfaction euphonique ; pour qu'il demeure efficace, il lui faut respecter des intervalles réguliers, ce dont Dickens ne se soucie pas.
Certains passages, pourtant, paraissent avoir été conçus pour que la répétition soit justement utilisée comme un motif imprimant à la phrase un rythme musical. Ainsi, la description de la ville de Coketown où l'expression like one another (« l'un comme l'autre »), les adjectifs same (« même ») et every (« chaque ») sont repris de façon à conférer à la phrase un équilibre satisfaisant comme le retour à la tonique après une escapade sur la dominante :
« It contained several large streets all very like one another, and many small streets still more like one another, inhabited by people equally like one another, who all went in and out at the same hours, with the same sound upon the same pavements, to do the same work, and to whom every day was the same as yesterday and to-morrow, and every year the counterpart of the last and the next. »
« Elle renfermait plusieurs grandes rues qui se ressemblaient toutes, et une foule de petites rues qui se ressemblaient encore davantage, habitées par des gens qui se ressemblaient également, qui sortaient et rentraient aux mêmes heures, faisant résonner les mêmes pavés sous le même pas, pour aller faire la même besogne, et pour qui chaque jour était l’image de la veille et du lendemain, chaque année le pendant de celle qui l’avait précédée ou de celle qui allait suivre. »
L'effet recherché est celui d'une monotonie lancinante, comme une psalmodie à l'image de la torpeur planant sur la cité. Les assonances en fin de proposition, la longueur presque égale de chaque membre de phrase, la récurrence des formules qu'altèrent de minimes variantes, tous ces procédés tendent à marquer la prose d'un cachet poétique.

## Adaptations
- Un film muet en noir et blanc est tourné en 1915 au Royaume-Uni.
- Un film de 90 minutes, en noir et blanc, réalisé par João Botelho, sort au Portugal en 1988, sous le titre Tempos Difíceis ; il est présenté au festival de Venise puis à celui de Toronto cette année-là, et sort en France en juin 1989[186].
- En 1977, une adaptation en quatre épisodes de 60 min, dirigée par John Irvin avec une musique de Malcolm Arnold, est tournée à Manchester par Granada Television, avec Patrick Allen dans le rôle de Thomas Gradgrind, Timothy West dans celui de Josiah Bounderby et Rosalie Crutchley dans celui de Mrs Sparsit[187]. Elle est considérée comme très fidèle au roman[188].
- En 1994, la BBC propose une nouvelle adaptation en quatre épisodes de 100 min, avec Alan Bates (Josiah Bounderby), Bill Paterson (Stephen), Bob Peck (Thomas Gradgrind), Harriet Walter (Rachel)[189].
- En 2007, Enrico Minaglia compose Hard Times - trois tableaux pour baryton et orchestre de chambre. L'œuvre est enregistrée dans le conservatoire de L'Aquila par l'ensemble Città Aperta dirigé par Lucio Del Vescovo, avec Isik Belen, baryton[190].

## Éditions françaises
- 1857 : Les Temps difficiles, Charles Dickens, traduit par William Little Hughes sous la direction de Paul Lorain, Paris, In-16[1].
- 1985 : Les Temps difficiles, Charles Dickens, traduit par Andrée Vaillant (1956) (avec une préface de Pierre Gascar), Paris : Gallimard (coll. Folio classique), 435 p.  (ISBN 978-2-07-037647-6) (réédition en 2008).